# Готов к труду и обороне СССР
«Гото́в к труду́ и оборо́не СССР» (аббрев. ГТО; с 1934 года отдельно для школьников — «Будь готов к труду и обороне СССР» аббрев. БГТО; с 1939 года в один комплекс объединены БГТО, ГТО I, ГТО II) — всесоюзный физкультурный комплекс, служивший основой физкультурной подготовки в образовательных и профессиональных организациях Союза ССР, основополагающим в единой и поддерживаемой социалистическим государством системе всестороннего физического развития советского человека. Являлся основой физического воспитания. Был предназначен для укрепления здоровья, подготовки к трудовой деятельности и защите Родины.
Комплекс существовал с 1931 по 1991 годы. Охватывал население в возрасте от 10 до 60 лет.
С 1965 года в советских вооружённых силах специальной ступенью ГТО стал военно-спортивный комплекс (ВСК).
В 2014 году президент РФ В. Путин подписал указ о возвращении комплекса «Готов к труду и обороне». По словам министра образования Д. Ливанова, начиная с 2015 года результаты выполнения комплекса ГТО будут учитывать при поступлении в высшие учебные заведения.
Возьмём винтовки новые, на штык флажки!

И с песнею, в стрелковые, пойдём, кружки.

Раз, два! Все в ряд! Вперёд, отряд!
Когда война-метелица придёт опять,

должны уметь мы целиться, уметь стрелять.

Шагай круче! Целься лучше!
И если двинет армии страна моя,

мы будем санитарами во всех боях.

Ранят в лесу, к своим снесу.
Бесшумною разведкою тиха нога,

за камнем и за веткою найдём врага.

Ползу день, ночь моим помочь.
Блестят винтовки новые, на них — флажки.

Мы с песнею, в стрелковые, идём, кружки.

Раз, два! Подряд! Шагай, отряд!
Реют знамёна над стадионом,

радостно песней бубны звенят.

В ногу шагая стройной колонной,

мы на спортивный выходим парад.
Весёлые, задорные,
отважные, упорные,
умелые и смелые,
готовые на подвиг и на труд.
Зовут нас «пионерами»,
нас «ленинцами юными» зовут!
Мы, обгоняя ветер крылатый,

первыми в беге ленточку рвём.

Точно по цели кинем гранату,

прыгаем ловко и быстро плывём.
Спорт нам поможет, силы умножит,

мы комсомолу сменой растём.

Скоро по праву Родины славу

гордо и смело вперёд понесём.

## История
В Союзе ССР создание «нового человека» являлось одной из главных задач, средством которой послужило создание новой культуры, а важнейшей составляющей которой была физическая культура.
После революции была поставлена цель создать единую систему гимнастики, которая распространялась бы на весь СССР и была под контролем государства. Первым осуществить эту задачу попыталось общество «Спартак», создав «пролетарскую физкультуру „Спартака“», целью которой было «достичь максимума жизненности и производительности человеческой машины». Основана на французской системе Эбера.
Позднее Московский институт физической культуры создал свою систему «советской физкультуры», созданную А. Зикмундом, ректором (и сотрудниками) Московского института физической культуры, система служила противопоставлением англосаксонскому спорту — избегать узкой специализации, профессионализма и погоней за рекордами. Основана на французской системе Эбера, присутствуют элементы сокольской и шведской гимнастик.
Также были разработаны: старый урок ленинградского Губоно, наставление для РККА, старый урок ГУСа, новый урок ГУСа, новый урок ленинградского Облоно, Северо-Кавказский урок, Закавказский урок и программа секционной работы по гимнастике.
Однако все эти попытки были признаны неудовлетворительными в постановлении ЦИК, в котором отмечалось, «этот охват является недостаточным. Физкультурное движение является малоорганизованным, страдающим рядом недостатков (рекордсменский уклон, ведомственный разнобой, параллелизм и прочее)». Постановление ЦИК обязало Наркомвоенмор подготовить население к войне.
Инициатива введения комплексных испытаний физической подготовленности и общая разработка содержания нормативных требований принадлежали Инспекции вневойсковой и физической подготовки РККА, лично инспектору РККА по физической культуре Б. А. Кальпусу и комиссии под председательством С. С. Каменева — заместителя наркома по военным и морским делам. Народный комиссариат по военным и морским делам был обязан провести физическую подготовку всего гражданского населения к предстоящей войне.

Огромное значение физической культуры в области социальной гигиены и евгеники требует самого широкого и всестороннего её применения в деле советского здравоохранения.
Физическая культура должна быть всемерно использована, как массовый фактор повышения производительности труда и борьбы с профессиональными вредностями производства.
Вместе с тем и интересы обороны Союза ССР обязывают максимально использовать физическую культуру для укрепления боевой мощи Красной армии и для военной подготовки трудящихся страны.
— Статья №233. Постановление Президиума Центрального Исполнительного Комитета. Об учреждении Всесоюзного совета физической культуры при Центральном Исполнительном Комитете Союза ССР, 1 апреля 1930 года
Выполняя постановление ЦИК, обязывавшее комсомол усилить физкультурное просвещение, 24 мая 1930 года газета «Комсомольская правда» опубликовала материалы, в которых высказывалась мысль о необходимости введения единого критерия для оценки всесторонней физической подготовленности молодёжи, предлагалось установить специальные нормы и требования, выполнивших их награждать значком.
Положение о значке «Готов к труду и обороне» было утверждено постановлением всесоюзного совета физической культуры (ВСФК) при ЦИК СССР от 11 марта 1931 года. Оно включало I ступень, в которой были 3 возрастные категории (согласно БСЭ 1936 — пионеры 13—14 и 15—16 лет, мужчины — с 17 лет, женщины — с 18 лет; согласно другому источнику, мужчины — 18—24, 25—34, 35 лет и старше, женщины — 17—24, 25—31, 32 года и старше), для получения значка надо было сдать зачёты по 21-му виду знаний и навыков, 6 теоретических знаний (1 — знание основ физкультурного движения, 2 — военно-политические знания, 3 — знание деятельности красного спортивного интернационала, 4 — испытание по самоконтролю, 5 — испытание первой помощи, 6 — санминимум), 15 военно-прикладных навыков.

…наша задача заключается в том, чтобы создать новый тип физкультурника, который был бы на производстве передовым, самым активным ударником и лучшим в рядах Красной армии, чтобы наше движение было массовым и не пряталось в скорлупу узкоспортивных организаций. …физкультурник должен быть подготовлен и к трудовым процессам и к обороне страны. …это не просто значок «Готов к труду и обороне», это по существу основа нашей советской физкультурной системы. …наша задача — втянуть массы в физкультурное движение через отдельные виды спорта, спортивных игр. …задача — это военизировать, придать больший прикладной характер видам спорта.
— Из доклада товарища Антипова. Журнал №10 «Физкультура и спорт» от 10 апреля 1931 года
7 декабря 1932 года ВСФК ввёл II ступень с теми же тремя возрастными группами, но повышенной трудности, более высокими нормативами и 24 видами упражнений.
15 июня 1934 года было введено положение о значке пионеров и школьников «Будь готов к труду и обороне» (БГТО) с двумя возрастными группами (13—14 и 15—16 лет).
Внедрение комплекса ГТО на территории СССР проходило тяжело. Комплекс был сложным для выполнения не только рядовым физкультурникам, но даже опытным спортсменам. План не выполнялся, не хватало материально-технического обеспечения, спортивных сооружений, специалистов, которые должны были подготавливать физкультурников. Поэтому комплекс в дальнейшем дорабатывался.
В 1939 году постановлением совета народных комиссаров Союза ССР был введён новый физкультурный комплекс «Готов к труду и обороне СССР», объединивший все 3 положения. Эти 3 ступени (БГТО, ГТО I и ГТО II) просуществовали до 1972 года с единственным изменением в 1959 году, ступени ГТО стали возрастными, I ступень для 16—18 летних, II ступень для 19 летних и старше.
Перед Великой Отечественной войной в комплекс ГТО были введены военно-прикладные виды упражнений (переползание, переноска патронного ящика). Комплекс «Готов к труду и обороне СССР» помог советскому народу в борьбе с нацизмом. Герой Советского Союза Николай Копылов высказался на эту тему так: «Не будь я спортсменом, значкистом ГТО, вряд ли дошёл бы до Берлина!».
Нормативы и требования комплекса ГТО изменяли в 1946, 1954, 1959, 1972, 1979, 1984 и 1988 годах.
17 января 1972 года постановлением № 61 ЦК КПСС и советом министров СССР был утверждён Всесоюзный физкультурный комплекс ГТО. Он имел 5 возрастных ступеней (для каждой были установлены свои нормы и требования): I ступень — «Смелые и ловкие» (10—11 и 12—13 лет), II — «Спортивная смена» (14—15 лет), III — «Сила и мужество» (16—18 лет), IV — «Физическое совершенство» (мужчины 19—28 и 29—39 лет, женщины 19—28 и 29—34 лет), V — «Бодрость и здоровье» (мужчины 40—60 лет, женщины 35—55 лет).
В 1979 году в комплекс ГТО была введена начальная ступень «К стартам готов» для детей 7—9 лет.
В 1984 году Госкомспорт усовершенствовал структуру комплекса, он стал состоять из двух частей — комплекса БГТО (4 ступени) для школьников и комплекса ГТО (3 ступени) для учащейся молодёжи и трудящихся.
Последний раз физкультурный комплекс был изменён в 1988 году, он был сокращён до двух ступеней БГТО для школьников и двух ГТО для старших классов школы, студентов и трудящейся молодёжи до 27 лет.
После распада СССР комплекс ГТО не был упразднён юридически, однако в 1991 году он фактически прекратил своё существование.

### Значки «БГТО» и «ГТО»
24 мая 1930 года газета «Комсомольская правда» предложила в целях стимулирования самодеятельной работы трудящихся Союза по физкультуре установить всесоюзные испытания на право получения специального значка «Готов к труду и обороне» и соответствующей грамоты ВСФК СССР.
На проект значка был объявлен открытый конкурс с заданием отразить в значке две темы — труд и оборону, в результате массового обсуждения был одобрен проект значка, предложенный 15-летним школьником В. Токтаровым. Окончательный вариант значка подготовил художник М. С. Ягужинский. Значок был индивидуальной наградой за сдачу утверждённых нормативов, имел номер, который указывался в грамоте.
Первые значки были торжественно вручены 23 декабря 1931 года в Колонном зале Дома Союзов 35 спортсменам. Значки первоначально изготавливались из серебра, на подвесах и покрывались горячей эмалью (клуазон). Количество спортсменов, желающих влиться в ряды значкистов, стремительно росло и уже в 1932 году произошло первое значительное изменение значка. Он стал изготавливаться из бронзы, цельноштампованным с последующим серебрением или хромированием. Вскоре на реверсе значка стали крепить булавку для более надёжной фиксации к одежде.
С введением в 1932 году более сложных норм ГТО II ступени появился и новый соответствующий значок, он изготавливался только из серебра. А с нормами двух возрастных ступеней для школьников в 1934 году появились значки «БГТО».
В 1936 году в связи с реорганизацией ВСФК изменился и внешний вид значков «ГТО» И «БГТО» всех ступеней. На вновь изготавливаемых перестали употреблять обозначения ЦИК СССР ВСФК, оставив только надпись СССР. А с 1938 года на значках «БГТО» перестали обозначать ступень, так как возрастное деление комплекса было упразднено.
Внешний вид значков поменялся с 1 января 1940 года при введении нового комплекса ГТО, вобравшего в себя обе ступени ГТО и БГТО. Появились значки «БГТО отличник» и «ГТО 2-й ступени отличник», начата новая нумерация. Великая Отечественная война в 1941 году внесла свои коррективы в производство значков. Значки «БГТО» и «ГТО» I ступени уменьшились в размерах, «ГТО» II ступени стали посеребрёнными.
Значки нового комплекса ГТО, введённого в 1946 году стали изготавливать из бронзы и ввиду больших тиражей вскоре перестали нумеровать. С 1955 по 1959 годы при изменении комплекса, временно отменили значки отличников БГТО и ГТО 2-й ступени, для ГТО 1-й и 2-й ступеней ввели подвесные жетоны с номером пересдачи при обязательной пересдаче нормативов каждые 3 года.
При изменении комплекса в 1959 году было решено поменять дизайн значков, был объявлен конкурс, образ значков утвердили в 1961 году, который в последующем корректировался. В БГТО, ГТО 1-й ступени и ГТО 2-й ступени появились вновь значки отличников.
После 1965 года начали массовый выпуск значков из алюминия с покрытием жидкими (холодными) эмалями. Креплением для значков ГТО служил винт или булавка. Из алюминия были перевыпущены значки комплекса ГТО и введённой специально для вооружённых сил ступени комплекса ГТО — военно-спортивного комплекса (ВСК). С 1966 по 1972 годы выпускались значки ещё одной ступени комплекса ГТО, разработанной по инициативе ДОСААФ для юношей допризывного и призывного возрастов, — «Готов к защите Родины» (ГЗР).
С 1972 года за полное выполнение требований и норм комплекса ГТО 1-й, 2-й и 3-й ступеней вручались серебряные и золотые значки. За требования и нормы 4-й ступени вручались значки серебряные, золотые и золотые с отличием. Сдача требований и норм 5-й ступени отмечалась золотым значком.
Усовершенствованный комплекс 1985 года состоял из значков четырёх ступеней БГТО и трёх ГТО, а комплекса 1988 года, введённого в действие 1 сентября 1989 года, из двух ступеней БГТО и двух ГТО.
Значками награждались чемпионы многоборья ГТО на приз газеты «Комсомольская правда». Памятные значки летних и зимних спартакиад народов СССР, всесоюзных детских спортивных соревнований «Старты надежд», проводимых по многоборьям ГТО, напоминают об этих событиях.

### Количественные показатели
- С 1931 по 1941 годы количество человек, сдавших нормы комплекса ГТО I ступени, достигло 6 000 000, а II ступени — более 100 000
- В 1948 году в СССР насчитывали 139 коллективов физкультуры и 7,7 миллиона физкультурников, а в 1977 году в стране было уже 219 тысяч коллективов физкультуры и свыше 52 300 000 физкультурников
- В 1972—1975 годы нормы и требования комплекса выполнили свыше 58 000 000 человек. В одном 1979 году нормы ГТО сдали 11 827 227 человек, в том числе 1 582 267 — на золотой значок[22]

С 1974 года проводили всесоюзные первенства по многоборьям ГТО (в 1975 году в массовых стартах участвовали 37 000 000 человек, в финале — около 500 человек; призёрам IV ступени присваивали звание мастера спорта международного класса).
За 7 лет существования соревнований по многоборью ГТО свыше 350 000 юношей и девушек стали чемпионами районов, городов, областей, республик, 77 человек носят почётный титул чемпиона СССР по многоборью ГТО, 100 человек стали первыми в истории советского физкультурного движения мастерами спорта СССР по многоборью ГТО.

### Нормативы ГТО

#### Первый комплекс ГТО 1931 года
11 марта 1931 года, председателем Совета физкультуры СССР Н. К. Антиповым, было утверждено «Положение о значке „Готов к труду и обороне“», подписанное председателем научно-методического комитета ВСФК СССР С. А. Магитоном, которое было опубликовано в № 11 журнала «Физкультура и спорт» от 20 апреля 1931 года, печатном органе Всесоюзного совета физической культуры и ВСФК РСФСР.
К испытаниям на получение значка допускали трудящихся обоих полов, не лишённых избирательных прав, которые подходили по двум критериям — возрасту (мужчины с 18-и лет, женщины с 17-и) и здоровью (решение врача о допуске к испытаниям). К испытаниям допускали как коллективы физкультурников, так и физкультурников-одиночек. Результаты испытаний заносили в «билет физкультурника». На каждого сдавшего испытания заполняли ведомость (в двух экземплярах) с указанием: фамилии, имени, отчества, национальности, возраста, пола, социального положения (рабочий, служащий, учащийся). Прошедшие испытания получали льготы в виде права ношения значка, преимущества при поступлении в физкультурные институты, преимущества участвовать в физкультурных праздниках республиканского, всесоюзного и международного значений. Лишали значка за «антиобщественные» поступки. К испытаниям допускали в любом виде одежды. В первый день разрешали сдавать не более пяти испытаний; испытание на выносливость назначали последним. В случае несдачи какого-либо испытания, разрешали пересдать, но не ранее двух дней. Теоретические знания по оказанию первой помощи принимал врач, военные знания — военком, по основам физкультурного движения — физкультурный организатор-методист.
Комплекс включал 3 возрастные категории (мужчины — 18—24, 25—34, 35 лет и старше, женщины — 17—24, 25—31, 32 года и старше), для получения значка надо было сдать зачёты по 21 виду знаний и навыков (6 теоретических знаний и 15 военно-прикладных навыков).
Комплекс испытаний на значок «Готов к труду и обороне» состоял из сдачи норм (нормативных показателей) по различным видам физической культуры, дающим всестороннее физическое развитие и воспитывающим жизненно-необходимые, трудовые и военно-прикладные качества и навыки (бег, прыжки, метания, плавание, гребля). Подготовка к обороне достигалась всесторонним физическим развитием и на его базе освоением военно-прикладных знаний и навыков (стрельба, противогаз, метание гранаты, управление механическими средствами передвижения).
Успешно сдававших норму награждали специальным значком (жетоном) «Готов к труду и обороне» и почётной грамотой ВСФК ради стимулирования трудящихся СССР к работе над всесторонней физкультурной подготовленностью. Выдачу значков и грамот приурочивали к революционным праздникам (годовщине Октябрьской революции, Ленинским дням, 1 мая).
| № п/п | Виды испытаний | Мужчины                        | Мужчины                        | Мужчины                        | Женщины                        | Женщины                        | Женщины                        |
| № п/п | Виды испытаний | 18—25                          | 25—35                          | старше 35                      | 17—25                          | 25—32                          | старше 32                      |
| ----- | --- | ------------------------------ | ------------------------------ | ------------------------------ | ------------------------------ | ------------------------------ | ------------------------------ |
| 1     | Бег на 100 м | 14,5 сек.                      | 15,0 сек.                      | 16,0 сек.                      | 16,0 сек.                      | 17,0 сек.                      | 18,0 сек.                      |
| 2     | Бег на 500 м |                                |                                |                                | 2 мин. 00 сек.                 | 2 мин. 10 сек.                 | 2 мин. 10 сек.                 |
| 2     | Бег на 1000 м на площадке | 3 мин. 30 сек.                 | 3 мин. 40 сек.                 | 3 мин. 50 сек.                 |                                |                                |                                |
| 2     | или бег на 1000 м на местности | 3 мин. 50 сек.                 | 4 мин. 00 сек.                 | 4 мин. 10 сек.                 |                                |                                |                                |
| 3     | Прыжки в длину с разбега | 4,00 м                         | 3,80 м                         | 3,50 м                         | 3,00 м                         | 2,80 м                         | 2,50 м                         |
| 4     | Прыжки в вышину с разбега | 1,20 м                         | 1,15 м                         | 1,10 м                         | 0,90 м                         | 0,80 м                         | 0,70 м                         |
| 5     | Метание гранаты весом в 700 г на расстояние                                                                                             | 35 м                           | 35 м                           | 30 м                           | 25 м                           | 23 м                           | 20 м                           |
| 6     | Подтягивание на перекладине до высоты подбородка                                                                                        | 6 раз                          | 6 раз                          | 6 раз                          |                                |                                |                                |
| 7     | Лазание по канату или шесту (с помощью рук и ног)                                                                                       |                                |                                |                                | 3 м                            | 2 м                            | 2 м                            |
| 8     | Поднимание патронного ящика в 32 кг с земли на плечо и безостановочное передвижение с ним на 50 м                                       | Поднять 4 раза                 | Поднять 4 раза                 | Поднять 4 раза                 |                                |                                |                                |
| 9     | Плавание на 100 м | 2 мин. 10 сек.                 | 2 мин. 20 сек.                 | 2 мин. 30 сек.                 | 2 мин. 30 сек.                 | 2 мин. 40 сек.                 | 2 мин. 50 сек.                 |
| 9     | или плавание в одежде на 50 м (брюки, рубашка, без обуви)                                                                               | без времени                    | без времени                    | без времени                    | без времени                    | без времени                    | без времени                    |
| 10    | Плавание в течение 10 мин. | Обязательно для всех возрастов | Обязательно для всех возрастов | Обязательно для всех возрастов | Обязательно для всех возрастов | Обязательно для всех возрастов | Обязательно для всех возрастов |
| 11    | Велосипед 10 км по шоссе и просёлку (велосипед может быть заменён уменьем управлять трактором, автомобилем, мотоциклом и тому подобным) | 40 мин.                        | 40 мин.                        | 45 мин.                        | 50 мин.                        | 50 мин.                        | 55 мин.                        |
| 12    | Уменье грести 1 км | Обязательно для всех возрастов | Обязательно для всех возрастов | Обязательно для всех возрастов | Обязательно для всех возрастов | Обязательно для всех возрастов | Обязательно для всех возрастов |
| 13    | Лыжи на 10 км по умеренно-пересечённой местности                                                                                        | 1 ч. 15 мин.                   | 1 ч. 20 мин.                   | 1 ч. 25 мин.                   |                                |                                |                                |
| 13    | Лыжи на 3 км по умеренно-пересечённой местности                                                                                         |                                |                                |                                | 24 мин.                        | 26 мин.                        | 28 мин.                        |
| 14    | Лыжи для южных районов заменяются верховой ездой (уменье держаться на лошади)                                                           | Обязательно для всех           | Обязательно для всех           | Обязательно для всех           | Обязательно для всех           | Обязательно для всех           | Обязательно для всех           |
| 15    | Продвижение в противогазе на 1 км | Обязательно для всех           | Обязательно для всех           | Обязательно для всех           | Обязательно для всех           | Обязательно для всех           | Обязательно для всех           |
| 16    | Военные знания и навыки в объёме КВЗ первой ступени любой специальности                                                                 | Обязательно для всех           | Обязательно для всех           | Обязательно для всех           | Обязательно для всех           | Обязательно для всех           | Обязательно для всех           |
| 17    | Знакомство с подачей первой помощи | Обязательно для всех           | Обязательно для всех           | Обязательно для всех           | Обязательно для всех           | Обязательно для всех           | Обязательно для всех           |
| 18    | Знание основ физкультурного самоконтроля                                                                                                | Обязательно для всех           | Обязательно для всех           | Обязательно для всех           | Обязательно для всех           | Обязательно для всех           | Обязательно для всех           |
| 19    | Знакомство с основами физкультурного движения и деятельностью КСИ                                                                       | Обязательно для всех           | Обязательно для всех           | Обязательно для всех           | Обязательно для всех           | Обязательно для всех           | Обязательно для всех           |
| 20    | Выполнение санминимума | Обязательно для всех           | Обязательно для всех           | Обязательно для всех           | Обязательно для всех           | Обязательно для всех           | Обязательно для всех           |
| 21    | Ударничество на производстве, предприятии, учреждении или на общественной работе                                                        | Обязательно для всех           | Обязательно для всех           | Обязательно для всех           | Обязательно для всех           | Обязательно для всех           | Обязательно для всех           |

#### Второй комплекс ГТО 1932 года
7 декабря 1932 года был утверждён второй комплекс ГТО в дополнение к предыдущему. В комплексе ГТО II ступени ещё больше выражена военная и трудовая прикладность: бег на 60 м в военной форме и с винтовкой, кросс, преодоление военного городка, поход с выкладкой на 35 км. Нормы по прыжкам, метаниям, плаванию, гребле, лыжам по сравнению с первым комплексом повышены, включены дополнительно прыжки в воду, ныряние, прыжок на лыжах с трамплина, спортивные игры, самозащита; по стрельбе и военным занятиям нужно было сдать испытания в объёме положения о «ворошиловском стрелке»; ударничество должно было быть премированным. Сдающий ГТО II ступени должен не только совершенствоваться сам, но и передавать свои знания другим, должен подготовить не менее десяти человек к сдаче норм ГТО I ступени, уметь провести беседу по основам советской физической культуры и международному спортдвижению, уметь составить, обосновать и провести зарядку на производстве.

Мы ещё не имеем в сдавшем нормы по первому комплексу того физкультурника, который нам нужен для нашего социалистического строительства и в случае войны, ибо первый комплекс даёт лишь минимальные прикладные навыки и незаконченное физическое развитие. Второй комплекс, являясь продолжением первого, даёт более всестороннее физическое развитие, тем самым способствуя ещё более делу оздоровления трудящихся. Он даёт большие моменты прикладности, которые нужны в повседневной работе, трудовой жизни и боевой обстановке. Мы считаем, что введением второго комплекса мы заканчиваем полностью построение всей системы нашей советской физкультуры. Второй комплекс является второй, высшей ступенью и в качестве обязательного будет введён во все вузы. В самодеятельном движении он будет проводиться в порядке добровольности для тех, кто сдал уже нормы по первому комплексу. Необходимо сейчас широко популяризировать второй комплекс и помочь тем товарищам, которые будут готовиться к сдаче его норм.
— Из речи Н. К. Антипова 9/XII 1932 года на вечере итогов II конкурса-смотра
| № п/п | Виды испытаний | Мужчины | Мужчины | Мужчины                                  | Женщины                                 | Женщины                                 | Женщины                                 |
| № п/п | Виды испытаний | 20—25 | 26—35 | 36—45                                    | 19—25                                   | 26—32                                   | 33—45                                   |
| ----- | --- | --- | --- | ---------------------------------------- | --------------------------------------- | --------------------------------------- | --------------------------------------- |
| 1     | Пробежка с винтовкой на 60 м в полной военной одежде, старт лёжа, после финиша лечь | 12 сек. | 13 сек. | 14 сек.                                  | Без винтовки, 14 сек.                   | Без винтовки, 15 сек.                   | Без винтовки, 16 сек.                   |
| 2     | Кросс по средне пересечённой местности на 5 км (в спортодежде) | 21 мин. | 22 мин. | 24 мин.                                  |                                         |                                         |                                         |
| 2     | Кросс по средне пересечённой местности на 1 км (в спортодежде) | | |                                          | 4 мин.                                  | 4 мин. 30 сек.                          | 5 мин.                                  |
| 3     | Преодоление военного городка 400 м с винтовкой и в военном обмундировании из старта лёжа. Препятствия: бревно для равновесия на высоте 1 м 20 см с трапом, ров шириной 2 м, забор 2 м 20 см, барьер высотой 1 м 35 см. Проволочное заграждение, подползание (20 м), удар прикладом. Даётся в любой расстановке, причём вариант расстановки испытуемому заранее неизвестен | 2 мин. 20 сек. (8 препятствий)                                                                                              | 2 мин. 30 сек. (8 препятствий)                                                                                              | 2 мин. 40 сек. (6 препятствий)           |                                         |                                         |                                         |
| 3     | Преодоление военного городка без винтовки на 200 м со старта лёжа со следующими препятствиями: бревно для равновесия на высоте 1 м 20 см, забор 1 м 50 см и канава 1 м 50 см, барьер высотой 1 м 20 см | | |                                          | 55,0 сек. (4 препятствия)               | 60,0 сек. (4 препятствия)               | 65,0 сек. (4 препятствия)               |
| 4     | Поход пешком с полной военной выкладкой на 35 км с учётом состояния организма в конце дистанции и с прохождением 1 км в противогазе | 8 ч. | 8 ч. | 8 ч.                                     |                                         |                                         |                                         |
| 4     | Поход пешком с полной военно-санитарной походной (или туристской) выкладкой на 25 км | | |                                          | 6 ч.                                    | 6 ч.                                    | 6 ч.                                    |
| 5     | Прыжок в высоту с разбега | 1 м 40 см | 1 м 30 см | 1 м 25 см                                | 1 м 15 см                               | 1 м 10 см                               | 1 м 05 см                               |
| 6     | Метание ручной гранаты по коридору шириной 10 м | 40 м | 37 м | 35 м                                     |                                         |                                         |                                         |
| 7     | Плавание на 400 м | 10 мин. | 11 мин. | 12 мин.                                  |                                         |                                         |                                         |
| 7     | Плавание на 200 м | | |                                          | 6 мин.                                  | 6 мин. 30 сек.                          | 7 мин.                                  |
| 8     | Прыжок головой вниз | с 5 м | с 5 м | с 3 м                                    | с 3 м                                   | с 3 м                                   | с 2 м                                   |
| 9     | Практическое знание приёмов спасания на водах | Обязательно для всех | Обязательно для всех | Обязательно для всех                     | Обязательно для всех                    | Обязательно для всех                    | Обязательно для всех                    |
| 10    | Ныряние на расстояние со старта (или в глубину 5 м и доставание предмета) | 15 м | 13 м | 12 м                                     | 13 м                                    | 12 м                                    | 10 м                                    |
| 11    | Гребля с нагрузкой (без руля) с поворотом вокруг вешки — 2 км, женщины 1 км. Норма времени устанавливается местным СФК в зависимости от быстроты течения. Для безводных районов гребля заменяется по усмотрению СФК | | |                                          |                                         |                                         |                                         |
| 12    | Велокросс по средне пересечённой местности (шоссе и примерно 40 % просёлка) 20 км или разрешение на право управления мотоциклом, автомобилем, трактором, моторной лодкой и тому подобным или планером | 1 ч. | 1 ч. 10 мин. | 1 ч. 20 мин.                             |                                         |                                         |                                         |
| 12    | на 10 км | | |                                          | 40 мин.                                 | 43 мин.                                 | 45 мин.                                 |
| 13    | Лыжи на 20 км по средне пересечённой местности (в спортивном костюме) | 2 ч. 10 мин. | 2 ч. 15 мин. | 2 ч. 20 мин.                             |                                         |                                         |                                         |
| 13    | на 5 км | | |                                          | 36 мин.                                 | 38 мин.                                 | 40 мин.                                 |
| 13    | Лыжный поход с полной выкладкой на 50 км | 8 ч. | 8 ч. | 8 ч.                                     |                                         |                                         |                                         |
| 13    | Лыжный поход с полной походной военно-санитарной (или туристской) выкладкой на 25 км. Лыжи для южных бесснежных районов заменяются сложными приёмами верховой езды. Норма устанавливается соответствующими СФК | | |                                          | 6 ч.                                    | 6 ч.                                    | 6 ч.                                    |
| 14    | Прыжки на лыжах с трамплина | 8 м | 8 м | 6 м                                      |                                         |                                         |                                         |
| 15    | Одна из следующих спортивных командных игр (участие в календарных соревнованиях) по одной из названных игр | Футбол, баскетбол, хоккей, водное поло или одна из новых игр командного характера с наличием элемента столкновения играющих | Футбол, баскетбол, хоккей, водное поло или одна из новых игр командного характера с наличием элемента столкновения играющих | Те же игры, волейбол, теннис или городки | Хоккей, баскетбол, водное поло          | Те же игры, волейбол или теннис         | Те же игры, волейбол или теннис         |
| 16    | Один из видов самозащиты (борьба, бокс, джиу-джитсу, дзюу-до), фехтование на штыках или рубка. Практическое знакомство и умение применять приёмы | Обязательно для всех | Обязательно для всех | Обязательно для всех                     | Знание приёмов освобождения от захватов | Знание приёмов освобождения от захватов | Знание приёмов освобождения от захватов |
| 17    | Гимнастический комплекс. Вольные упражнения и упражнения на аппарате | Обязательно для всех | Обязательно для всех | Обязательно для всех                     | Обязательно для всех                    | Обязательно для всех                    | Обязательно для всех                    |
| 18    | Уменье самому составить, обосновать и провести «зарядку» на 15 мин. или три «физкультминутки» по 5 мин. с группой на производстве | Обязательно для всех | Обязательно для всех | Обязательно для всех                     | Обязательно для всех                    | Обязательно для всех                    | Обязательно для всех                    |
| 19    | Стрельба и военные знания согласно положения о значке «Ворошиловский стрелок» | Обязательно для всех | Обязательно для всех | Обязательно для всех                     | Обязательно для всех                    | Обязательно для всех                    | Обязательно для всех                    |
| 20    | Знания в объёме курсов младших медтехников или военные знания в объёме требований для мужчин комплекса «ГТО» I ступени | | |                                          | Обязательно для всех                    | Обязательно для всех                    | Обязательно для всех                    |
| 21    | Уменье провести беседу, доклад по основам советской физкультуры и международному рабочему спортдвижению перед группой не менее 20 человек | Обязательно для всех | Обязательно для всех | Обязательно для всех                     | Обязательно для всех                    | Обязательно для всех                    | Обязательно для всех                    |
| 22    | Быть активистом физкультурной организации, проводящим работу по судейству и массовую физкультурную учёбу по комплексу I ступени с группой не менее 20 человек с подведением их к сдаче норм по отдельным видам | Обязательно для всех | Обязательно для всех | Обязательно для всех                     | Обязательно для всех                    | Обязательно для всех                    | Обязательно для всех                    |
| 23    | Санминимум. Знание спортмассажа. Знание и выполнение требований профгигиены на производстве и техники безопасности. Знание минимума военно-санитарных требований | Обязательно для всех | Обязательно для всех | Обязательно для всех                     | Обязательно для всех                    | Обязательно для всех                    | Обязательно для всех                    |
| 24    | Премированное ударничество или 2-летний стаж ударничества или наличие изобретательских, рационализаторских предложений, принятых к выполнению, или руководство ударной бригадой | Обязательно для всех | Обязательно для всех | Обязательно для всех                     | Обязательно для всех                    | Обязательно для всех                    | Обязательно для всех                    |
| 25    | Сдача норм на значок «ГТО» I ступени | Обязательно для всех | Обязательно для всех | Обязательно для всех                     | Обязательно для всех                    | Обязательно для всех                    | Обязательно для всех                    |

#### Комплекс ГТО 1939 года (БГТО, ГТО I, ГТО II)
В № 21/22 журнала «Физкультура и спорт» 1938 года был опубликован новый комплекс «Готов к труду и обороне СССР» взамен предыдущей нормы 1931 года. Причиной было упразднение Всесоюзного совета физической культуры при Центральном исполнительном комитете СССР в июне 1936 года, и создание новой структуры, Всесоюзного комитета по делам физической культуры и спорта при Совете народных комиссаров, с новым руководством, И. И. Харченко, и видением решения проблемы. 26 ноября 1939 года Совет народных комиссаров Союза ССР утвердил новый комплекс ГТО.
Новый комплекс ГТО (БГТО, ГТО I ступени, ГТО II ступени) было поручено разработать группе научных сотрудников Центрального научно-исследовательского института физкультуры. Целью создания нового комплекса было содействовать всестороннему физическому развитию, воспитанию спортивных навыков (легко переходящих в любой прикладной). В основу комплекса были положены следующие принципы: трёхступенчатое построение, частичная выборность видов, введение двух оценок («сдано» и «отлично»), сокращение количества зачётных норм (без понижения требований к разносторонней физической подготовленности сдающих), упражнения были подобраны для развития скорости, ловкости, выносливости, координации.
Новый комплекс составлял систему, при которой сдавшие нормы подростки-школьники к 16-и годам получали значок БГТО, а молодёжь к 18-и годам, закончив среднюю школу и пройдя допризывную подготовку, получала значок ГТО I ступени. Окончившие вуз или техникум, а также прошедшие действительную военную службу, должны были иметь значок ГТО II ступени. Через 5 лет необходимо было повторно сдать норму на значок ГТО II ступени, чтобы стимулировать физкультурников поддерживать физическую подготовленность.
В апреле 1941 года в № 7 журнала «Физкультура и спорт» были опубликованы изменения, внесённые в комплекс ГТО:
- По решению врача к БГТО допускались мальчики и девочки 13-и лет, а к ГТО II ступени — юноши и девушки 17-и лет
- Разрешено допускать к сдаче норм ГТО I ступени 16-летних юношей и девушек
- Значок ГТО II ступени был упразднён, вместо него выдавали удостоверения
- Значок БГТО «отличник» был упразднён, вместо него выдавали удостоверение
- Для комплекса ГТО приняты нормативы РККА по стрельбе
- Для комплекса ГТО по санитарно-гигиенической подготовке приняты стандарты значка «ГСО»
- Введена строевая подготовка, а в ГТО I возвращены подтягивания и в ГТО II — лазание по канату
- Разрешено размещать полосу препятствий на местности с естественными препятствиями
- Вместо стипль-чез в БГТО введены испытания на полосе препятствий 100 м
- В ГТО I и ГТО II на полосе препятствий 150 м следовало ползать только по пластунски и преодолевать жердь без помощи перекладин
- В БГТО V группы следует сделать полный разворот на буме, в ГТО I мужчинам забираться на бум без помощи стоек
- «Переноска груза» исключена из ГТО I и ГТО II
- В ГТО II для женщин 5 км на лыжах были установлены новые нормы — 37 минут, на «отлично» — 35 минут, на «сдано» — 39 минут
- Тройной прыжок в ГТО II — 11 м 50 см
- В ГТО II по метанию гранаты на «отлично» — 52 м, для женщин — 29 м. По метанию диска для мужчин — 30 м. По метанию копья — 41 м, для женщин — 25 м
- В ГТО II по кроссу для женщин — 8 минут 30 секунд, по лыжам — 1 час 10 минут
- В ГТО II добавлено управление моторной лодкой
- В ГТО II добавлено лазание на 5 м без помощи ног, забравшись, для 1-й возрастной категории на «сдано» — зафиксировать «угол», на «отлично» — вначале зафиксировать «угол» и после залезать на 5 м. Для 2-й и 3-й возрастных категорий на «сдано» — лазание на 4 м без помощи ног
- В ГТО II по метанию связки гранат был увеличен норматив, в 1-й возрастной категории на «сдано» — 14 м, на «отлично» — 16 м

##### БГТО (14—16 лет)
Целью БГТО было обеспечение правильного физического развития и заложить основы разносторонней физической подготовленности подростков путём привлечения их к систематическим занятиям физкультурой и спортом. Юноши и девушки сдавали по 11 норм — 6 общих (обязательных для всех) и 5 по своему выбору из групп I—V.
| № п/п | Виды испытаний | Юноши                    | Юноши                    | Девушки                  | Девушки                  |
| № п/п | Виды испытаний | Сдано                    | Отлично                  | Сдано                    | Отлично                  |
| ----- | --- | ------------------------ | ------------------------ | ------------------------ | ------------------------ |
| 1     | Бег с искусственными препятствиями («стипль-чез») 150 м, 4 препятствия (бревно, изгородь, палисад и ров) и ползание 10 м | 50 сек.                  | 38 сек.                  | 55 сек.                  | 45 сек.                  |
| 2     | Плавание, без учёта времени, любым способом                                                                              | 25 м                     | 50 м                     | 25 м                     | 50 м                     |
| 3     | Гимнастика: вольные движения (типа «зарядки») по специальной программе                                                   | 10 упражнений            | Комбинация движений      | 10 упражнений            | Комбинация движений      |
| 3     | Гимнастика: лазание по отвесному шесту или канату с помощью рук и ног                                                    | 3 м                      | 5 м                      | 2 м                      | 3 м                      |
| 4     | Лыжи 3 км (для районов со снежной зимой) по среднепересечённой местности                                                 | 22 мин.                  | 18 мин.                  |                          |                          |
| 4     | Лыжи 2 км (для районов со снежной зимой) по среднепересечённой местности                                                 |                          |                          | 18 мин.                  | 16 мин.                  |
| 4     | Пеший переход 10 км (для бесснежных районов), форма одежды произвольная, на 6-м км — привал 10 минут                     | 2 ч. 10 мин.             | 2 ч.                     | 2 ч. 20 мин.             | 2 ч. 10 мин.             |
| 5     | Физкультурное движение в СССР (задача и организация), зачёт в форме беседы                                               | По специальной программе | По специальной программе | По специальной программе | По специальной программе |
| 6     | Гигиена, самоконтроль, подача первой помощи, зачёт в форме беседы с практическим показом                                 | По специальной программе | По специальной программе | По специальной программе | По специальной программе |

###### Группа I (скорость)
| № п/п | Виды испытаний             | Юноши          | Юноши     | Девушки        | Девушки        |
| № п/п | Виды испытаний             | Сдано          | Отлично   | Сдано          | Отлично        |
| ----- | -------------------------- | -------------- | --------- | -------------- | -------------- |
| 1     | Бег 60 м по любой дорожке  | 9 сек.         | 8,4 сек.  | 10 сек.        | 9,4 сек.       |
| 2     | Бег 100 м по любой дорожке | 14,4 сек.      | 13,6 сек. | 15,6 сек.      | 14,8 сек.      |
| 3     | Коньки простые 100 м       | 15 сек.        | 14 сек.   | 16 сек.        | 15 сек.        |
| 4     | Коньки беговые 500 м       | 1 мин. 10 сек. | 1 мин.    | 1 мин. 18 сек. | 1 мин. 12 сек. |

###### Группа II (ловкость)
| № п/п | Виды испытаний                                                                                       | Юноши                                                                            | Юноши                                                                            | Девушки                                                                         | Девушки                                                                         |
| № п/п | Виды испытаний                                                                                       | Сдано                                                                            | Отлично                                                                          | Сдано                                                                           | Отлично                                                                         |
| ----- | --- | -------------------------------------------------------------------------------- | -------------------------------------------------------------------------------- | ------------------------------------------------------------------------------- | ------------------------------------------------------------------------------- |
| 1     | Гимнастика: упражнения на снарядах (брусья, турник, кольца, опорный прыжок) по специальной программе | Двоеборие: опорный прыжок и упражнение на одном из снарядов — по выбору сдающего | Двоеборие: опорный прыжок и упражнение на одном из снарядов — по выбору сдающего | Двоеборие: опорный прыжок и упражнение на одном из снарядов — по выбору сдающей | Двоеборие: опорный прыжок и упражнение на одном из снарядов — по выбору сдающей |
| 2     | Акробатика по специальной программе                                                                  | 3 упражнения                                                                     | 5 упражнений                                                                     | 3 упражнения                                                                    | 5 упражнений                                                                    |
| 3     | Прыжок в длину с разбега                                                                             | 3 м 80 см                                                                        | 4 м 50 см                                                                        | 3 м 20 см                                                                       | 3 м 50 см                                                                       |
| 4     | Прыжок в высоту с разбега                                                                            | 1 м 15 см                                                                        | 1 м 30 см                                                                        | 1 м                                                                             | 1 м 15 см                                                                       |

###### Группа III (точность и координация движений)
| № п/п | Виды испытаний | Юноши    | Юноши   | Девушки  | Девушки |
| № п/п | Виды испытаний | Сдано    | Отлично | Сдано    | Отлично |
| ----- | --- | -------- | ------- | -------- | ------- |
| 1     | Граната (500 г) | 25 м     | 33 м    | 15 м     | 23 м    |
| 2     | Копьё (600 г) | 23 м     | 30 м    | 13 м     | 18 м    |
| 3     | Диск (1 кг) | 20 м     | 25 м    | 13 м     | 18 м    |
| 4     | Мяч с петлёй (1 кг) | 25 м     | 32 м    | 18 м     | 25 м    |
| 5     | Стрельба из малокалиберной винтовки, дистанция 25 метров, мишень № 6, положение лёжа, патронов: 3 пробных и 5 зачётных, время не ограничено | 40 очков | 42 очка | 40 очков | 42 очка |

###### Группа IV (выносливость)
| № п/п | Виды испытаний | Юноши                                                | Юноши | Девушки        | Девушки        |
| № п/п | Виды испытаний | Сдано                                                | Отлично | Сдано          | Отлично        |
| ----- | --- | ---------------------------------------------------- | --- | -------------- | -------------- |
| 1     | Плавание 100 м любым способом | 2 мин. 30 сек.                                       | 2 мин. | 2 мин. 45 сек. | 2 мин. 20 сек. |
| 2     | Гребля 1 км с поворотом, нормы установлены для лёгкой прогулочной лодки обычного типа (однопарка без руля) и для спокойной воды                                             | 11 мин.                                              | 9 мин. |                |                |
| 2     | Гребля 500 м, нормы установлены для лёгкой прогулочной лодки обычного типа (однопарка без руля) и для спокойной воды                                                        |                                                      | | 7 мин.         | 6 мин.         |
| 3     | Лыжи 5 км по среднепересечённой местности | 33 мин.                                              | 30 мин. |                |                |
| 3     | Лыжи 3 км по среднепересечённой местности |                                                      | | 22 мин.        | 20 мин.        |
| 4     | Велосипед 5 км по любой дороге, кроме трека | 20 мин.                                              | 16 мин. |                |                |
| 4     | Велосипед 3 км по любой дороге, кроме трека |                                                      | | 15 мин.        | 12 мин.        |
| 5     | Бег 1000 м | 3 мин. 45 сек.                                       | 3 мин. 30 сек. |                |                |
| 5     | Бег 500 м |                                                      | | 2 мин.         | 1 мин. 50 сек. |
| 6     | Коньки беговые 1000 м | 2 мин. 30 сек.                                       | 2 мин. 10 сек. | 2 мин. 40 сек. | 2 мин. 25 сек. |
| 7     | Спортивные игры (футбол, хоккей, баскетбол, гандбол, водное поло), для зачёта требуется фактическое участие не менее чем в четырёх соревнованиях по одной из спортивных игр | Требуется участие в районном или городском розыгрыше | Требуется участие в команде, занявшей на первенстве района или города место не ниже 3-го, или участие в розыгрыше первенства области (края, республики) |                |                |

###### Группа V (смелость, ориентировка)
| № п/п | Виды испытаний                                                            | Юноши                                                                            | Юноши                                                                          | Девушки                                                                          | Девушки                                                                                 |
| № п/п | Виды испытаний                                                            | Сдано                                                                            | Отлично                                                                        | Сдано                                                                            | Отлично                                                                                 |
| ----- | ------------------------------------------------------------------------- | -------------------------------------------------------------------------------- | ------------------------------------------------------------------------------ | -------------------------------------------------------------------------------- | --------------------------------------------------------------------------------------- |
| 1     | Прыжок в воду с высоты, любым способом (вход в воду головой или ногами)   | 2 м                                                                              | 3 м                                                                            | 2 м                                                                              | 3 м                                                                                     |
| 2     | Прыжок на лыжах, с учебного трамплина                                     | 6 м                                                                              | 8 м                                                                            |                                                                                  |                                                                                         |
| 3     | Спуск с горы на лыжах                                                     |                                                                                  |                                                                                | Длина спуска не менее 25 м уклон 20—25°                                          | Длина спуска не менее 25 м уклон 20—25°, после спуска поворот на 90° в 10-метровой зоне |
| 4     | Прыжки с парашютом (с вышки), высота вышки не менее 25 метров             | 1 прыжок                                                                         | 2 прыжка                                                                       | 1 прыжок                                                                         | 2 прыжка                                                                                |
| 5     | Равновесие (ходьба по буму) на высоте                                     | 1 м 50 см пройти в одну сторону                                                  | 1 м 80 см пройти 8 метров (туда и обратно), при повороте не касаться стойки    | 1 м 40 см пройти в одну сторону                                                  | 1 м 60 см, пройти 8 метров (туда и обратно), при повороте не касаться стойки            |
| 6     | Преодоление препятствий на коне («конкур-иппик») 200 м, без учёта времени | 6 препятствий (7 прыжков), высота препятствия высотой 70 см, ширина канавы 1,5 м | 6 препятствий (7 прыжков), высота препятствия высотой 90 см, ширина канавы 2 м |                                                                                  |                                                                                         |
| 6     | Преодоление препятствий на коне («конкур-иппик») 150 м, без учёта времени |                                                                                  |                                                                                | 4 препятствия (5 прыжков), высота препятствия высотой 70 см, ширина канавы 1,5 м | 4 препятствия (5 прыжков), высота препятствия высотой 90 см, ширина канавы 2 м          |

##### ГТО I ступени
Первая ступень ГТО имела задачей привлечение к активным и постоянным занятиям физкультурой и спортом широких слоёв трудящихся, начиная с 17-летнего возраста. В ГТО I ступени для мужчин было 14 норм, из них 8 обязательных и 6 по выбору сдающего (группы I—VI); для женщин — 13 норм, из них 8 обязательных и 5 по выбору сдающей (группы I—V).
| № п/п | Виды испытаний | Мужчины                                                                       | Мужчины                                                                       | Мужчины                                                                       | Женщины                                                                       | Женщины                                                                       | Женщины                                                                       |
| № п/п | Виды испытаний | 17—30                                                                         | 31—40                                                                         | 41 и старше                                                                   | 17—25                                                                         | 26—32                                                                         | 33 и старше                                                                   |
| ----- | --- | ----------------------------------------------------------------------------- | ----------------------------------------------------------------------------- | ----------------------------------------------------------------------------- | ----------------------------------------------------------------------------- | ----------------------------------------------------------------------------- | ----------------------------------------------------------------------------- |
| 1     | Бег 1000 м по любой местности | 3 мин. 30 сек.                                                                | 3 мин. 40 сек.                                                                | 3 мин. 50 сек.                                                                |                                                                               |                                                                               |                                                                               |
| 1     | Бег 500 м по любой местности |                                                                               |                                                                               |                                                                               | 1 мин. 55 сек.                                                                | 2 мин.                                                                        | 2 мин. 10 сек.                                                                |
| 2     | Преодоление полосы препятствий 150 м, ползание — 20 м; преодоление пяти препятствий (переход по бревну — 8 м, гладкий палисад — 80 см, изгородь — 1 м 35 см, частокол — 80 см и окоп — 2 м) метание трёх гранат в цель (окоп), поражение штыком и прикладом трёх мишеней. В произвольной одежде и обуви, с винтовкой (макет) и противогазом                           | 1 мин. 35 сек.                                                                | 1 мин. 40 сек.                                                                | 1 мин. 45 сек.                                                                |                                                                               |                                                                               |                                                                               |
| 2     | Лазание по отвесному шесту или канату с помощью рук и ног |                                                                               |                                                                               |                                                                               | 3 м                                                                           | 3 м                                                                           | 3м                                                                            |
| 3     | Плавание без учёта времени (один из следующих видов): |                                                                               |                                                                               |                                                                               |                                                                               |                                                                               |                                                                               |
| 3     | а) в спортивном костюме, произвольным способом | 200 м                                                                         | 200 м                                                                         | 200 м                                                                         |                                                                               |                                                                               |                                                                               |
| 3     | б) в одежде, верхнее платье (брюки и рубашка) | 50 м                                                                          | 50 м                                                                          | 50 м                                                                          | 25 м                                                                          | 25 м                                                                          | 25 м                                                                          |
| 4     | Стрельба из малокалиберной винтовки, дистанция 50 м, мишень № 7, положение лёжа; патронов — 3 пробных, 5 зачётных; время — 5 минут. Лицам, прошедшим службу в кадровых (территориальных) частях или новобранческие сборы РККА, службу в военно-морском флоте, или 120-часовой курс допризывной подготовки, а также имеющим значок «ВС» I степени, норма засчитывается | 40 очков                                                                      | 40 очков                                                                      | 40 очков                                                                      | 40 очков                                                                      | 40 очков                                                                      | 40 очков                                                                      |
| 5     | Лыжи 10 км (для районов со снежной зимой), местность умеренно пересечённая, одежда произвольная: | 1 ч. 05 мин.                                                                  | 1 ч. 15 мин.                                                                  | 1 ч. 20 мин.                                                                  |                                                                               |                                                                               |                                                                               |
| 5     | Лыжи 3 км (для районов со снежной зимой), местность умеренно пересечённая, одежда произвольная: |                                                                               |                                                                               |                                                                               | 22 мин.                                                                       | 23 мин.                                                                       | 24 мин.                                                                       |
| 5     | Пеший переход 25 км (для районов с бесснежной зимой) с прохождением 1 км в противогазе, местность ровная; одежда и обувь повседневные (неспортивные) и противогаз | 5 ч.                                                                          | 5 ч.                                                                          | 5 ч. 30 мин.                                                                  |                                                                               |                                                                               |                                                                               |
| 5     | Пеший переход 15 км (для районов с бесснежной зимой) с прохождением 1 км в противогазе |                                                                               |                                                                               |                                                                               | 3 ч. 45 мин.                                                                  | 4 ч.                                                                          | 4 ч. 15 мин.                                                                  |
| 6     | Гимнастика по специальной программе | Правильно выполнить 8 подготовительных упражнений без снарядов типа «зарядки» | Правильно выполнить 8 подготовительных упражнений без снарядов типа «зарядки» | Правильно выполнить 8 подготовительных упражнений без снарядов типа «зарядки» | Правильно выполнить 8 подготовительных упражнений без снарядов типа «зарядки» | Правильно выполнить 8 подготовительных упражнений без снарядов типа «зарядки» | Правильно выполнить 8 подготовительных упражнений без снарядов типа «зарядки» |
| 7     | Физкультурное движение в СССР. Задачи и организация, зачёт в форме беседы | По специальной программе                                                      | По специальной программе                                                      | По специальной программе                                                      | По специальной программе                                                      | По специальной программе                                                      | По специальной программе                                                      |
| 8     | Гигиена, самоконтроль, подача первой помощи, зачёт в форме беседы с практическим показом. Лица, имеющие физкультурное медицинское образование или значок «ГСО» II ступени, от испытаний освобождаются | По специальной программе                                                      | По специальной программе                                                      | По специальной программе                                                      | По специальной программе                                                      | По специальной программе                                                      | По специальной программе                                                      |

###### Группа I (скорость)
| № п/п | Виды испытаний                             | Мужчины        | Мужчины        | Мужчины        | Женщины        | Женщины        | Женщины        |
| № п/п | Виды испытаний                             | 17—30          | 31—40          | 41 и старше    | 17—25          | 26—32          | 33 и старше    |
| ----- | ------------------------------------------ | -------------- | -------------- | -------------- | -------------- | -------------- | -------------- |
| 1     | Бег 100 м по любой дорожке                 | 13,6 сек.      | 14 сек.        | 15 сек.        | 15 сек.        | 16 сек.        | 17 сек.        |
| 2     | Плавание 100 м вольным стилем              | 2 мин. 20 сек. | 2 мин. 30 сек. | 2 мин. 40 сек. | 2 мин. 40 сек. | 2 мин. 50 сек. | 3 мин.         |
| 3     | Велосипед 500 м с хода, машина любого типа | 50 сек.        | 50 сек.        | 55 сек.        | 1 мин. 05 сек. | 1 мин. 05 сек. | 1 мин. 10 сек. |
| 4     | Коньки 500 м простые                       | 1 мин. 05 сек. | 1 мин. 10 сек. | 1 мин. 15 сек. | 1 мин. 15 сек. | 1 мин. 20 сек. | 1 мин. 25 сек. |
| 4     | Коньки 500 м беговые                       | 1 мин.         | 1 мин. 05 сек. | 1 мин. 10 сек. | 1 мин. 10 сек. | 1 мин. 15 сек. | 1 мин. 20 сек. |
| 5     | Лыжи 1 км с места                          | 5 мин.         | 5 мин. 10 сек. | 5 мин. 20 сек. | 6 мин.         | 6 мин. 10 сек. | 6 мин. 20 сек. |

###### Группа II (ловкость)
| № п/п | Виды испытаний | Мужчины                                                     | Мужчины                                                     | Мужчины                                                     | Женщины                                                     | Женщины                                                     | Женщины                                                     |
| № п/п | Виды испытаний | 17—30                                                       | 31—40                                                       | 41 и старше                                                 | 17—25                                                       | 26—32                                                       | 33 и старше                                                 |
| ----- | --- | ----------------------------------------------------------- | ----------------------------------------------------------- | ----------------------------------------------------------- | ----------------------------------------------------------- | ----------------------------------------------------------- | ----------------------------------------------------------- |
| 1     | Гимнастика, упражнение на турнике (брусьях) и опорный прыжок по специальной программе                                      | Двоеборье: опорный прыжок и упражнение на одном из снарядов | Двоеборье: опорный прыжок и упражнение на одном из снарядов | Двоеборье: опорный прыжок и упражнение на одном из снарядов | Двоеборье: опорный прыжок и упражнение на одном из снарядов | Двоеборье: опорный прыжок и упражнение на одном из снарядов | Двоеборье: опорный прыжок и упражнение на одном из снарядов |
| 2     | Акробатика по специальной программе                                                                                        | 4 упражнения                                                | 4 упражнения                                                | 4 упражнения                                                | 4 упражнения                                                | 4 упражнения                                                | 4 упражнения                                                |
| 3     | Прыжок в высоту с разбега                                                                                                  | 1 м 30 см                                                   | 1 м 25 см                                                   | 1 м 15 см                                                   | 1 м 15 см                                                   | 1 м 10 см                                                   | 1 м                                                         |
| 4     | Прыжок в длину с разбега                                                                                                   | 4 м 60 см                                                   | 4 м 40 см                                                   | 4 м 20 см                                                   | 3 м 60 см                                                   | 3 м 30 см                                                   | 3 м 10 см                                                   |
| 5     | Тройной прыжок с разбега                                                                                                   | 9 м                                                         | 8 м 30 см                                                   | 8 м                                                         |                                                             |                                                             |                                                             |
| 5     | Прыжок через коня поперёк на высоте                                                                                        |                                                             |                                                             |                                                             | 110—120 см                                                  | 110—120 см                                                  | 100—110 см                                                  |
| 6     | Преодоление препятствий на коне («конкур-иппик») 500 м, 8 препятствий высотой 80 см, ширина канав — 2 м, всего 10 прыжков  | 1 мин. 30 сек. и не более 9 штрафных очков                  | 1 мин. 30 сек. и не более 9 штрафных очков                  | 1 мин. 30 сек. и не более 9 штрафных очков                  |                                                             |                                                             |                                                             |
| 6     | Преодоление препятствий на коне («конкур-иппик») 300 м, 6 препятствий высотой 80 см, ширина канав 1,5—2 м, всего 7 прыжков |                                                             |                                                             |                                                             | 1 мин. 30 сек. и не более 9 штрафных очков                  | 1 мин. 30 сек. и не более 9 штрафных очков                  | 1 мин. 30 сек. и не более 9 штрафных очков                  |

###### Группа III (точность, координация движений)
| № п/п | Виды испытаний                         | Мужчины                   | Мужчины                   | Мужчины                   | Женщины   | Женщины | Женщины     |
| № п/п | Виды испытаний                         | 17—30                     | 31—40                     | 41 и старше               | 17—25     | 26—32   | 33 и старше |
| ----- | -------------------------------------- | ------------------------- | ------------------------- | ------------------------- | --------- | ------- | ----------- |
| 1     | Граната 700 г по коридору шириной 10 м | 37 м                      | 37 м                      | 35 м                      | 22 м      | 21 м    | 20 м        |
| 2     | Копьё 800 г                            | 30 м                      | 30 м                      | 25 м                      |           |         |             |
| 2     | Копьё 600 г                            |                           |                           |                           | 20 м      | 18 м    | 16 м        |
| 3     | Диск 2 кг                              | 23 м                      | 23 м                      | 21 м                      |           |         |             |
| 3     | Диск 1 кг                              |                           |                           |                           | 20 м      | 18 м    | 16 м        |
| 4     | Ядро 7,257 кг                          | 8 м 50 см                 | 8 м 50 см                 | 8 м                       |           |         |             |
| 4     | Ядро 4 кг                              |                           |                           |                           | 7 м 50 см | 7 м     | 6 м 50 см   |
| 5     | Мяч с петлёй 200 г                     |                           |                           |                           | 28 м      | 28 м    | 25 м        |
| 6     | Спортивная игра (городки)              | Выбить 10 фигур 40 битами | Выбить 10 фигур 40 битами | Выбить 10 фигур 40 битами |           |         |             |

###### Группа IV (выносливость)
| № п/п | Виды испытаний                                                                                             | Мужчины | Мужчины | Мужчины | Женщины | Женщины | Женщины |
| № п/п | Виды испытаний                                                                                             | 17—30 | 31—40 | 41 и старше | 17—25 | 26—32 | 33 и старше |
| ----- | --- | --- | --- | --- | --- | --- | --- |
| 1     | Бег 3000 м по любой местности или по дорожке                                                               | 12 мин. 30 сек. | 13 мин. | 13 мин. 30 сек. | | | |
| 1     | Бег 1000 м по любой местности или по дорожке                                                               | | | | 4 мин. 20 сек. | 4 мин. 30 сек. | 4 мин. 50 сек. |
| 2     | Плавание 400 м вольным стилем                                                                              | 11 мин. 30 сек. | 12 мин. | 13 мин. | | | |
| 2     | Плавание 200 м вольным стилем                                                                              | | | | 6 мин. | 6 мин. 20 сек. | 7 мин. |
| 3     | Гребля (один из видов), нормы установлены для спокойной воды                                               | | | | | | |
| 3     | а) На прогулочной лодке (без руля) 1 км с поворотом                                                        | 8 мин. | 8 мин. | 9 мин. | 10 мин. | 10 мин. | 11 мин. |
| 3     | б) На байдарке 2 км с поворотом                                                                            | 15 мин. | 16 мин. 30 сек. | 17 мин. | 19 мин. | 19 мин. 30 сек. | 20 сек. |
| 4     | Лыжи 20 км по среднепересечённой местности                                                                 | 2 ч. 10 мин. | 2 ч. 20 мин. | 2 ч. 30 мин. | | | |
| 4     | Лыжи 5 км по среднепересечённой местности                                                                  | | | | 36 мин. | 38 мин. | 40 мин. |
| 5     | Коньки беговые 3000 м, сдача на хоккейных коньках допускается                                              | 6 мин. 40 сек. | 6 мин. 50 сек. | 7 мин. | | | |
| 5     | Коньки беговые 1500 м, сдача на хоккейных коньках допускается                                              | | | | 4 мин. | 4 мин. 05 сек. | 4 мин. 10 сек. |
| 6     | Велосипед 20 км по любой дороге кроме трека                                                                | 55 мин. | 55 мин. | 1 ч. 05 мин. | | | |
| 6     | Велосипед 10 км по любой дороге кроме трека                                                                | | | | 35 мин. | 35 мин. | 40 мин. |
| 7     | Конный пробег 25 км по ровной дороге с поворотом на половине дистанции                                     | 3 ч. 10 мин. | 3 ч. 10 мин. | 3 ч. 10 мин. | | | |
| 7     | Конный пробег 20 км по ровной дороге с поворотом на половине дистанции                                     | | | | 2 ч. 45 мин. | 2 ч. 45 мин. | 2 ч. 45 мин. |
| 8     | Альпинизм с соблюдением всех правил альпинистских походов                                                  | Прохождение перевала 1-й категории трудности или восхождение на вершину категории трудности I «А»                                                                   | Прохождение перевала 1-й категории трудности или восхождение на вершину категории трудности I «А»                                                                   | Прохождение перевала 1-й категории трудности или восхождение на вершину категории трудности I «А»                                                                   | Прохождение перевала 1-й категории трудности или восхождение на вершину категории трудности I «А»                                                                   | Прохождение перевала 1-й категории трудности или восхождение на вершину категории трудности I «А»                                                                   | Прохождение перевала 1-й категории трудности или восхождение на вершину категории трудности I «А»                                                                   |
| 9     | Спортивные игры (футбол, хоккей, баскетбол, регби, гандбол, водное поло), зачёт по одной из спортивных игр | Участие в пяти играх не ниже районного, городского календаря или не менее восьми игр по календарю на первенство своего спортивного общества в течение одного сезона | Участие в пяти играх не ниже районного, городского календаря или не менее восьми игр по календарю на первенство своего спортивного общества в течение одного сезона | Участие в пяти играх не ниже районного, городского календаря или не менее восьми игр по календарю на первенство своего спортивного общества в течение одного сезона | | | |
| 9     | Спортивные игры (хоккей, баскетбол, гандбол, водное поло), зачёт по одной из спортивных игр                | | | | Участие в пяти играх не ниже районного, городского календаря или не менее восьми игр по календарю на первенство своего спортивного общества в течение одного сезона | Участие в пяти играх не ниже районного, городского календаря или не менее восьми игр по календарю на первенство своего спортивного общества в течение одного сезона | Участие в пяти играх не ниже районного, городского календаря или не менее восьми игр по календарю на первенство своего спортивного общества в течение одного сезона |

###### Группа V (смелость, ориентировка)
| № п/п | Виды испытаний | Мужчины                                                                              | Мужчины                                                                              | Мужчины                                                                              | Женщины                                                                              | Женщины                                                                              | Женщины                                                                              |
| № п/п | Виды испытаний | 17—30                                                                                | 31—40                                                                                | 41 и старше                                                                          | 17—25                                                                                | 26—32                                                                                | 33 и старше                                                                          |
| ----- | --- | ------------------------------------------------------------------------------------ | ------------------------------------------------------------------------------------ | ------------------------------------------------------------------------------------ | ------------------------------------------------------------------------------------ | ------------------------------------------------------------------------------------ | ------------------------------------------------------------------------------------ |
| 1     | Прыжок в воду с высоты любым способом (вход в воду ногами или головой) | 3 м                                                                                  | 3 м                                                                                  | 3 м                                                                                  | 2 м                                                                                  | 2 м                                                                                  | 2 м                                                                                  |
| 2     | Прыжок на лыжах с учебного трамплина; удержаться на ногах | 8 м                                                                                  | 6 м                                                                                  | 5 м                                                                                  |                                                                                      |                                                                                      |                                                                                      |
| 3     | Спуск с горы на лыжах, после спуска поворот на 90° в 10-метровой зоне |                                                                                      |                                                                                      |                                                                                      | Длина спуска не менее 25 м, уклон 20—25°                                             | Длина спуска не менее 25 м, уклон 20—25°                                             | Длина спуска не менее 25 м, уклон 20—25°                                             |
| 4     | Прыжки с парашютом с вышки, высота вышки — не менее 25 м. Имеющим значок парашютиста норма засчитывается | Зачётные прыжки № 2 по I ступени курса учебно-парашютной подготовки (КУПП 1938 года) | Зачётные прыжки № 2 по I ступени курса учебно-парашютной подготовки (КУПП 1938 года) | Зачётные прыжки № 2 по I ступени курса учебно-парашютной подготовки (КУПП 1938 года) | Зачётные прыжки № 2 по I ступени курса учебно-парашютной подготовки (КУПП 1938 года) | Зачётные прыжки № 2 по I ступени курса учебно-парашютной подготовки (КУПП 1938 года) | Зачётные прыжки № 2 по I ступени курса учебно-парашютной подготовки (КУПП 1938 года) |
| 5     | Равновесие (ходьба по буму) на высоте, пройти 8 м (туда и обратно), при повороте не касаться стойки | 2 м 50 см                                                                            | 2 м 50 см                                                                            | 2 м 50 см                                                                            | 1 м 80 см                                                                            | 1 м 80 см                                                                            | 1 м 80 см                                                                            |
| 6     | Вольтижировка на строевом или специальном седле, с толчка о землю сесть в седло, перенести правую ногу через шею лошади, соскочить и с толчком о землю сесть в седло; сделать «ножницы» (2 раза); перенести правую ногу через круп лошади и после толчка о землю перескочить через лошадь | 30 сек.                                                                              | 30 сек.                                                                              | 30 сек.                                                                              |                                                                                      |                                                                                      |                                                                                      |

###### Группа VI (сила)
| № п/п | Виды испытаний                                                | Мужчины                | Мужчины                | Мужчины                | Женщины | Женщины | Женщины     |
| № п/п | Виды испытаний                                                | 17—30                  | 31—40                  | 41 и старше            | 17—25   | 26—32   | 33 и старше |
| ----- | ------------------------------------------------------------- | ---------------------- | ---------------------- | ---------------------- | ------- | ------- | ----------- |
| 1     | Выжимание штанги двумя руками по весовым категориям           | По специальной таблице | По специальной таблице | По специальной таблице |         |         |             |
| 2     | Толчок штанги по весовым категориям                           | По специальной таблице | По специальной таблице | По специальной таблице |         |         |             |
| 3     | Лазание по отвесному шесту или канату без помощи ног          | 3 м                    | 3 м                    | 2,5 м                  |         |         |             |
| 4     | Подтягивание до высоты подбородка; положение ног произвольное | 6 раз                  | 6 раз                  | 5 раз                  |         |         |             |

##### ГТО II ступени
Вторая ступень ГТО (рассчитанная на трудящихся от 18-и лет) была задумана для обеспечения высокого уровня физической подготовленности к труду и обороне и способствовала овладению мастерством в физических упражнениях. Для выполнения второй ступени ГТО мужчинам было необходимо сдать 15 норм, из них 8 обязательных и 7 по выбору сдающего (группы I—VII); женщинам — 13 норм, из них 8 обязательных и 5 по выбору сдающей (группы I—V). Сдающие по 2-й и 3-й возрастным категориям при выполнении нормы («сдано»), установленной для предыдущей возрастной категории, получали оценку «отлично». При равенстве норм в возрастных категориях на оценку «отлично» сдавали норму, соответствующую оценке «отлично» для предыдущего возраста.
| № п/п | Виды испытаний | Мужчины | Мужчины                                                                              | Мужчины                                                                | Мужчины                                                                | Женщины | Женщины                                                                              | Женщины                                                                | Женщины                                                                |
| № п/п | Виды испытаний | 18—30 | 18—30                                                                                | 31—40                                                                  | 41 и старше                                                            | 18—25 | 18—25                                                                                | 26—32                                                                  | 33 и старше                                                            |
| № п/п | Виды испытаний | Сдано | Отлично                                                                              |                                                                        |                                                                        | Сдано | Отлично                                                                              |                                                                        |                                                                        |
| ----- | --- | --- | ------------------------------------------------------------------------------------ | ---------------------------------------------------------------------- | ---------------------------------------------------------------------- | --- | ------------------------------------------------------------------------------------ | ---------------------------------------------------------------------- | ---------------------------------------------------------------------- |
| 1     | Бег по естественной местности 3000 м вне спортивных площадок | 12 мин. | 11 мин. 30 сек.                                                                      | 12 мин. 30 сек.                                                        | 13 мин. 15 сек.                                                        | |                                                                                      |                                                                        |                                                                        |
| 1     | Бег по естественной местности 1000 м вне спортивных площадок | |                                                                                      |                                                                        |                                                                        | 4 мин. 10 сек. | 3 мин. 25 сек.                                                                       | 4 мин. 25 сек.                                                         | 4 мин. 40 сек.                                                         |
| 2     | Преодоление полосы препятствий 150 м | |                                                                                      |                                                                        |                                                                        | |                                                                                      |                                                                        |                                                                        |
| 2     | Ползание — 20 м, преодоление 5 препятствий (бревно — 8 м, гладкий палисад — 80 см, изгородь — 1,35 м, частокол — 80 см и окоп — 2 м); метание трёх гранат в цель — окоп и поражение трёх чучел штыком и прикладом. В повседневной (неспортивной) одежде и обуви, с винтовкой и противогазом | 1 мин. 30 сек. | 1 мин. 20 сек.                                                                       | 1 мин. 32 сек.                                                         | 1 мин. 35 сек.                                                         | |                                                                                      |                                                                        |                                                                        |
| 2     | Преодоление 4 препятствий (бревно — 8 м, гладкий палисад — 80 см, изгородь — 1,35 м и ров — 1,5 м) и метание трёх гранат в цель — окоп. В повседневной одежде с противогазом | |                                                                                      |                                                                        |                                                                        | 1 мин. 30 сек. | 1 мин. 20 сек.                                                                       | 1 мин. 40 сек.                                                         | 1 мин. 50 сек.                                                         |
| 3     | Плавание — один из следующих видов без учёта времени: | |                                                                                      |                                                                        |                                                                        | |                                                                                      |                                                                        |                                                                        |
| 3     | а) в спортивном костюме вольным стилем | 400 м | 500 м                                                                                | 300 м                                                                  | 300 м                                                                  | 300 м | 400 м                                                                                | 200 м                                                                  | 200 м                                                                  |
| 3     | б) в одежде с винтовкой, верхнее платье (брюки и рубашка) | 50 м | 75 м                                                                                 | 50 м                                                                   | 25 м                                                                   | |                                                                                      |                                                                        |                                                                        |
| 4     | Стрельба | В объёме требований и норм на значок «Ворошиловский стрелок» I ступени по 2-му зачётному упражнению — 4 попадания | В объёме требований и норм на значок «Ворошиловский стрелок» I ступени — 5 попаданий | В объёме требований и норм на значок «Ворошиловский стрелок» I ступени | В объёме требований и норм на значок «Ворошиловский стрелок» I ступени | В объёме требований и норм на значок «Ворошиловский стрелок» I ступени по 2-му зачётному упражнению — 4 попадания | В объёме требований и норм на значок «Ворошиловский стрелок» I ступени — 5 попаданий | В объёме требований и норм на значок «Ворошиловский стрелок» I ступени | В объёме требований и норм на значок «Ворошиловский стрелок» I ступени |
| 5     | Гимнастика | Комбинация вольных движений — по специальной программе                                                            | Комбинация вольных движений — по специальной программе                               | Комбинация вольных движений — по специальной программе                 | Комбинация вольных движений — по специальной программе                 | Комбинация вольных движений — по специальной программе                                                            | Комбинация вольных движений — по специальной программе                               | Комбинация вольных движений — по специальной программе                 | Комбинация вольных движений — по специальной программе                 |
| 6     | а) Лыжи — для районов со снежной зимой, местность умеренно пересечённая, одежда и обувь произвольные | |                                                                                      |                                                                        |                                                                        | |                                                                                      |                                                                        |                                                                        |
| 6     | 10 км (500 м в противогазе), прохождение полукилометровой зоны в противогазе на 6-м км | 1 ч. | 55 мин.                                                                              | 1 ч. 05 мин.                                                           | 1 ч. 10 мин.                                                           | |                                                                                      |                                                                        |                                                                        |
| 6     | 5 км, прохождение полукилометровой зоны в противогазе на 3-м км | |                                                                                      |                                                                        |                                                                        | 35 мин. | 33 мин.                                                                              | 38 мин.                                                                | 40 мин.                                                                |
| 6     | б) Пеший переход — для бесснежных районов, местность ровная, по дороге с поворотом, одежда и обувь произвольные | |                                                                                      |                                                                        |                                                                        | |                                                                                      |                                                                        |                                                                        |
| 6     | 35 км (1 км в противогазе) с выкладкой (мешок — 8 кг) и противогазом | 8 ч. | 7 ч. 30 мин.                                                                         | 8 ч.                                                                   | 8 ч. 30 мин.                                                           | |                                                                                      |                                                                        |                                                                        |
| 6     | 25 км (1 км в противогазе) с сансумкой (4 кг) и противогазом | |                                                                                      |                                                                        |                                                                        | 6 ч. | 5 ч. 45 мин.                                                                         | 6 ч.                                                                   | 6 ч. 15 мин.                                                           |
| 7     | Физкультурное движение в СССР (задачи, организация, методика физкультурной работы). Зачёт в форме беседы. Лицам, окончившим физкультурные институты, техникумы и курсы (не менее 1 года), норма засчитывается                                                                               | По специальной программе                                                                                          | По специальной программе                                                             | По специальной программе                                               | По специальной программе                                               | По специальной программе                                                                                          | По специальной программе                                                             | По специальной программе                                               | По специальной программе                                               |
| 8     | Гигиена, самоконтроль, основы борьбы со спортивным травматизмом и основы санхимзащиты. Зачёт в форме беседы с практическим показом. Лицам, имеющим высшее и среднее физкультурное или медобразование, норма засчитывается                                                                   | По специальной программе                                                                                          | По специальной программе                                                             | По специальной программе                                               | По специальной программе                                               | По специальной программе                                                                                          | По специальной программе                                                             | По специальной программе                                               | По специальной программе                                               |

###### Группа I (скорость)
| № п/п | Виды испытаний                                | Мужчины        | Мужчины        | Мужчины        | Мужчины        | Женщины        | Женщины        | Женщины        | Женщины        |
| № п/п | Виды испытаний                                | 18—30          | 18—30          | 31—40          | 41 и старше    | 18—25          | 18—25          | 26—32          | 33 и старше    |
| № п/п | Виды испытаний                                | Сдано          | Отлично        |                |                | Сдано          | Отлично        |                |                |
| ----- | --------------------------------------------- | -------------- | -------------- | -------------- | -------------- | -------------- | -------------- | -------------- | -------------- |
| 1     | Бег 100 м                                     | 13 сек.        | 12,4 сек.      | 13,6 сек.      | 14,2 сек.      | 14,6 сек.      | 14 сек.        | 15,4 сек.      | 15,8 сек.      |
| 2     | Барьерный бег 110 м                           | 21 сек.        | 19 сек.        | 24 сек.        | 26 сек.        |                |                |                |                |
| 2     | Барьерный бег 80 м                            |                |                |                |                | 17,2 сек.      | 16,2 сек.      | 18 сек.        | 19 сек.        |
| 3     | Плавание 100 м вольным стилем                 | 1 мин. 45 сек. | 1 мин. 35 сек. | 1 мин. 50 сек. | 2 мин.         | 2 мин. 15 сек. | 2 мин.         | 2 мин. 25 сек. | 2 мин. 35 сек. |
| 4     | Велосипед 500 м с хода машины любого типа     | 43 сек.        | 40 сек.        | 45 сек.        | 47 сек.        | 55 сек.        | 50 сек.        | 1 мин.         | 1 мин. 05 сек. |
| 5     | Лыжи 1 км с места, местность любая без уклона | 4 мин. 45 сек. | 4 мин. 30 сек. | 5 мин.         | 5 мин. 05 сек. | 5 мин. 50 сек. | 5 мин. 30 сек. | 6 мин. 10 сек. | 6 мин. 30 сек. |
| 6     | Коньки 500 м, на любых коньках                | 56 сек.        | 53 сек.        | 60 сек.        | 65 сек.        | 1 мин. 10 сек. | 1 мин. 05 сек. | 1 мин. 14 сек. | 1 мин. 16 сек. |

###### Группа II (ловкость)
| № п/п | Виды испытаний | Мужчины                                                     | Мужчины                                                     | Мужчины                                                     | Мужчины                                                     | Женщины                                                     | Женщины                                                     | Женщины                                                     | Женщины                                                     |
| № п/п | Виды испытаний | 18—30                                                       | 18—30                                                       | 31—40                                                       | 41 и старше                                                 | 18—25                                                       | 18—25                                                       | 26—32                                                       | 33 и старше                                                 |
| № п/п | Виды испытаний | Сдано                                                       | Отлично                                                     |                                                             |                                                             | Сдано                                                       | Отлично                                                     |                                                             |                                                             |
| ----- | --- | ----------------------------------------------------------- | ----------------------------------------------------------- | ----------------------------------------------------------- | ----------------------------------------------------------- | ----------------------------------------------------------- | ----------------------------------------------------------- | ----------------------------------------------------------- | ----------------------------------------------------------- |
| 1     | Гимнастика по специальной программе, упражнения на турнике, брусьях, кольцах и опорный прыжок через коня                 | Двоеборье: опорный прыжок и упражнение на одном из снарядов | Двоеборье: опорный прыжок и упражнение на одном из снарядов | Двоеборье: опорный прыжок и упражнение на одном из снарядов | Двоеборье: опорный прыжок и упражнение на одном из снарядов | Двоеборье: опорный прыжок и упражнение на одном из снарядов | Двоеборье: опорный прыжок и упражнение на одном из снарядов | Двоеборье: опорный прыжок и упражнение на одном из снарядов | Двоеборье: опорный прыжок и упражнение на одном из снарядов |
| 2     | Акробатика по специальной программе                                                                                      | 5 упражнений                                                | 5 упражнений                                                | 5 упражнений                                                | 5 упражнений                                                | 5 упражнений                                                | 5 упражнений                                                | 5 упражнений                                                | 5 упражнений                                                |
| 3     | Преодоление препятствий на коне («конкур-иппик») 600 м, 10 препятствий, высота препятствий 90—100 см, ширина канав 3,5 м | 2 мин. 20 сек.                                              | 2 мин. 10 сек.                                              | 2 мин. 25 сек.                                              | 2 мин. 30 сек.                                              |                                                             |                                                             |                                                             |                                                             |
| 3     | Преодоление препятствий на коне («конкур-иппик») 500 м, 10 препятствий, высота препятствий 90 см, ширина канав 3 м       |                                                             |                                                             |                                                             |                                                             | 2 мин.                                                      | 1 мин. 50 сек.                                              | 2 мин. 05 сек.                                              | 2 мин. 10 сек.                                              |
| 4     | Прыжок в длину с разбега                                                                                                 | 5 м 10 см                                                   | 5 м 60 см                                                   | 4 м 80 см                                                   | 4 м 50 см                                                   | 4 м                                                         | 4 м 30 см                                                   | 3 м 70 см                                                   | 3 м 50 см                                                   |
| 5     | Прыжок в высоту с разбега                                                                                                | 1 м 45 см                                                   | 1 м 55 см                                                   | 1 м 30 см                                                   | 1 м 25 см                                                   | 1 м 20 см                                                   | 1 м 30 см                                                   | 1 м 15 см                                                   | 1 м 10 см                                                   |
| 6     | Тройной прыжок с разбега                                                                                                 | 9 м 50 см                                                   | 11 м 20 см                                                  | 9 м                                                         | 8 м 50 см                                                   |                                                             |                                                             |                                                             |                                                             |
| 7     | Прыжок с шестом | 2 м 40 см                                                   | 2 м 80 см                                                   | 2 м 30 см                                                   | 2 м 20 см                                                   |                                                             |                                                             |                                                             |                                                             |
| 8     | Спортивная игра — теннис                                                                                                 | IV разряд                                                   | III разряд                                                  | IV разряд                                                   | IV разряд                                                   |                                                             |                                                             |                                                             |                                                             |

###### Группа III (точность, координация движений)
| № п/п | Виды испытаний                         | Мужчины   | Мужчины | Мужчины | Мужчины     | Женщины | Женщины   | Женщины   | Женщины     |
| № п/п | Виды испытаний                         | 18—30     | 18—30   | 31—40   | 41 и старше | 18—25   | 18—25     | 26—32     | 33 и старше |
| № п/п | Виды испытаний                         | Сдано     | Отлично |         |             | Сдано   | Отлично   |           |             |
| ----- | -------------------------------------- | --------- | ------- | ------- | ----------- | ------- | --------- | --------- | ----------- |
| 1     | Граната 700 г по коридору шириной 10 м | 45 м      | 50 м    | 42 м    | 38 м        | 24 м    | 28 м      | 22 м      | 21 м        |
| 2     | Копьё 800 г                            | 34 м      | 40 м    | 32 м    | 30 м        |         |           |           |             |
| 2     | Копьё 600 г                            |           |         |         |             | 22 м    | 24 м      | 21 м      | 18 м        |
| 3     | Диск 2 кг                              | 26 м      | 30 м    | 25 м    | 24 м        |         |           |           |             |
| 3     | Диск 1 кг                              |           |         |         |             | 22 м    | 24 м      | 21 м      | 18 м        |
| 4     | Ядро 7,257 кг                          | 9 м 50 см | 11 м    | 9 м     | 8 м 50 см   |         |           |           |             |
| 4     | Ядро 4 кг                              |           |         |         |             | 8 м     | 8 м 60 см | 7 м 50 см | 7 м 20 см   |
| 5     | Мяч с петлёй 1,5 кг                    |           |         |         |             | 30 м    | 32 м      | 30 м      | 28 м        |

###### Группа IV (выносливость)
| № п/п | Виды испытаний                                                                                           | Мужчины                                                                                  | Мужчины                                                                                  | Мужчины                                                                                  | Мужчины                                                                                  | Женщины                      | Женщины | Женщины         | Женщины         |
| № п/п | Виды испытаний                                                                                           | 18—30                                                                                    | 18—30                                                                                    | 31—40                                                                                    | 41 и старше                                                                              | 18—25                        | 18—25 | 26—32           | 33 и старше     |
| № п/п | Виды испытаний                                                                                           | Сдано                                                                                    | Отлично                                                                                  |                                                                                          |                                                                                          | Сдано                        | Отлично |                 |                 |
| ----- | --- | ---------------------------------------------------------------------------------------- | ---------------------------------------------------------------------------------------- | ---------------------------------------------------------------------------------------- | ---------------------------------------------------------------------------------------- | ---------------------------- | --- | --------------- | --------------- |
| 1     | Кросс 5 км по умеренно пересечённой местности                                                            | 20 мин. 30 сек.                                                                          | 19 мин.                                                                                  | 22 мин. 30 сек.                                                                          | 25 мин.                                                                                  |                              | |                 |                 |
| 1     | Кросс 2 км по умеренно пересечённой местности                                                            |                                                                                          |                                                                                          |                                                                                          |                                                                                          | 9 мин.                       | 8 мин. 20 сек. | 9 мин. 20 сек.  | 9 мин. 40 сек.  |
| 2     | Бег 1500 м по любой местности                                                                            | 5 мин. 10 сек.                                                                           | 4 мин. 50 сек.                                                                           | 5 мин. 40 сек.                                                                           | 6 мин.                                                                                   |                              | |                 |                 |
| 2     | Бег 800 м по любой местности                                                                             |                                                                                          |                                                                                          |                                                                                          |                                                                                          | 3 мин. 05 сек.               | 2 мин. 50 сек. | 3 мин. 15 сек.  | 3 мин. 25 сек.  |
| 3     | Плавание 400 м вольным стилем                                                                            | 9 мин. 30 сек.                                                                           | 9 мин.                                                                                   | 10 мин.                                                                                  | 10 мин. 30 сек.                                                                          | 12 мин.                      | 11 мин. 30 сек. | 12 мин. 30 сек. | 13 мин.         |
| 4     | Гребля, один из видов, нормы установлены для спокойной воды                                              |                                                                                          |                                                                                          |                                                                                          |                                                                                          |                              | |                 |                 |
| 4     | а) на прогулочной лодке (без руля) 2 км с поворотом                                                      | 18 мин.                                                                                  | 17 мин.                                                                                  | 19 мин.                                                                                  | 20 мин.                                                                                  | 22 мин.                      | 20 мин. 30 сек. | 23 мин.         | 24 мин.         |
| 4     | б) на одиночке-клинкер 2 км                                                                              | 9 мин.                                                                                   | 8 мин. 50 сек.                                                                           | 9 мин. 15 сек.                                                                           | 9 мин. 35 сек.                                                                           | 9 мин. 50 сек.               | 9 мин. 20 сек. | 10 мин. 20 сек. | 10 мин. 50 сек. |
| 5     | Велосипед 50 км по дороге на дорожной машине с поворотом на половине дистанции или по замкнутому кругу   | 2 ч. 40 мин.                                                                             | 2 ч. 25 мин.                                                                             | 2 ч. 50 мин.                                                                             | 3 ч.                                                                                     |                              | |                 |                 |
| 5     | Велосипед 50 км по дороге на гоночной машине с поворотом на половине дистанции или по замкнутому кругу   | 2 ч.                                                                                     | 1 ч. 50 мин.                                                                             | 2 ч. 10 мин.                                                                             | 2 ч. 20 мин.                                                                             |                              | |                 |                 |
| 5     | Велосипед 20 км по дороге на дорожной машине с поворотом на половине дистанции или по замкнутому кругу   |                                                                                          |                                                                                          |                                                                                          |                                                                                          | 1 ч. 10 мин.                 | 1 ч. | 1 ч. 15 мин.    | 1 ч. 20 мин.    |
| 5     | Велосипед 20 км по дороге на гоночной машине с поворотом на половине дистанции или по замкнутому кругу   |                                                                                          |                                                                                          |                                                                                          |                                                                                          | 1 ч.                         | 50 мин. | 1 ч. 05 мин.    | 1 ч. 10 мин.    |
| 6     | Лыжи 20 км, местность среднепересечённая                                                                 | 1 ч. 50 мин.                                                                             | 1 ч. 45 мин.                                                                             | 2 ч. 05 мин.                                                                             | 2 ч. 15 мин.                                                                             |                              | |                 |                 |
| 6     | Лыжи 10 км, местность среднепересечённая                                                                 |                                                                                          |                                                                                          |                                                                                          |                                                                                          | 1 ч. 15 мин.                 | 1 ч. 10 мин. | 1 ч. 20 мин.    | 1 ч. 25 мин.    |
| 7     | Коньки беговые 5000 м                                                                                    | 11 мин.                                                                                  | 10 мин. 30 сек.                                                                          | 11 мин. 30 сек.                                                                          | 12 мин.                                                                                  |                              | |                 |                 |
| 7     | Коньки беговые 1500 м                                                                                    |                                                                                          |                                                                                          |                                                                                          |                                                                                          | 4 мин.                       | 3 мин. 40 сек. | 4 мин. 15 сек.  | 4 мин. 20 сек.  |
| 8     | Конный переход 50 км по дороге, местность ровная                                                         | 8 ч. по специальным условиям                                                             | 8 ч. по специальным условиям                                                             | 8 ч.                                                                                     | 8 ч.                                                                                     |                              | |                 |                 |
| 8     | Конный переход 25 км по дороге, местность ровная                                                         |                                                                                          |                                                                                          |                                                                                          |                                                                                          | 5 ч. по специальным условиям | 5 ч. по специальным условиям | 5 ч.            | 5 ч.            |
| 9     | Спортивные игры (футбол, хоккей, баскетбол, водное поло, регби, гандбол). Зачёт по одной спортивной игре | Участие в пяти календарных играх на первенствах городов (районов) или спортивных обществ | Участие в пяти календарных играх на первенствах городов (районов) или спортивных обществ | Участие в пяти календарных играх на первенствах городов (районов) или спортивных обществ | Участие в пяти календарных играх на первенствах городов (районов) или спортивных обществ |                              | |                 |                 |
| 9     | Спортивные игры (хоккей, баскетбол, водное поло, гандбол). Зачёт по одной спортивной игре                |                                                                                          |                                                                                          |                                                                                          |                                                                                          |                              | Участие в командах, выигравших 1-е и 2-е места в соревнованиях тех же масштабов, или участие в республиканских или всесоюзных соревнованиях |                 |                 |

###### Группа V (смелость, ориентировка)
| № п/п | Виды испытаний | Мужчины | Мужчины                                                                                        | Мужчины                                                                       | Мужчины                                                                       | Женщины | Женщины                                                                                        | Женщины                                                                       | Женщины                                                                       |
| № п/п | Виды испытаний | 18—30 | 18—30                                                                                          | 31—40                                                                         | 41 и старше                                                                   | 18—25 | 18—25                                                                                          | 26—32                                                                         | 33 и старше                                                                   |
| № п/п | Виды испытаний | Сдано | Отлично                                                                                        |                                                                               |                                                                               | Сдано | Отлично                                                                                        |                                                                               |                                                                               |
| ----- | --- | --- | ---------------------------------------------------------------------------------------------- | ----------------------------------------------------------------------------- | ----------------------------------------------------------------------------- | --- | ---------------------------------------------------------------------------------------------- | ----------------------------------------------------------------------------- | ----------------------------------------------------------------------------- |
| 1     | Прыжок в воду с высоты (головой) | 5 м, вход в воду любым способом (головой или ногами)                                                                              | 3 м, вход в воду головой                                                                       | 5 м                                                                           | 5 м                                                                           | 3 м, вход в воду любым способом (головой или ногами)                                                                              | 2 м, вход в воду головой                                                                       | 3 м                                                                           | 3 м                                                                           |
| 2     | Управление автомобилем или мотоциклом. Замены: управление самолётом или танком                                                                    | В объёме требований подготовки автомобилиста или мотоциклиста-любителя                                                            | В объёме требований подготовки автомобилиста или мотоциклиста-любителя                         | В объёме требований подготовки автомобилиста или мотоциклиста-любителя        | В объёме требований подготовки автомобилиста или мотоциклиста-любителя        | В объёме требований подготовки автомобилиста или мотоциклиста-любителя                                                            | В объёме требований подготовки автомобилиста или мотоциклиста-любителя                         | В объёме требований подготовки автомобилиста или мотоциклиста-любителя        | В объёме требований подготовки автомобилиста или мотоциклиста-любителя        |
| 3     | Прыжок на лыжах. Прыжки с учебного трамплина | 12 м | 15 м. Замена на «отлично» для возраста 18—30 лет — 25 м со спортивного трамплина               | 10 м                                                                          | 8 м                                                                           | |                                                                                                |                                                                               |                                                                               |
| 4     | Спуск с горы на лыжах с преодолением препятствий (слалом). Уклон горы — 15—20°                                                                    | 4 препятствия | 6 препятствий                                                                                  | 4 препятствия                                                                 | 4 препятствия                                                                 | 3 препятствия | 4 препятствия                                                                                  | 3 препятствия                                                                 | 3 препятствия                                                                 |
| 5     | Джигитовка, дистанция — 300 м, время 45 сек., сделать толчок о землю не менее. Толчки о землю с посадкой в седло в один темп                      | 6 | 8                                                                                              | 5                                                                             | 4                                                                             | |                                                                                                |                                                                               |                                                                               |
| 6     | Прыжки с парашютом (с самолёта). Наличие значка парашютиста засчитывается на оценку «сдано» и значка спортсмена-парашютиста — на оценку «отлично» | Прохождение 2-й ступени курса учебно-парашютной подготовки (КУПП-1938). 1 зачётный прыжок с самолёта (с предохранительной лямкой) | Прохождение 2-й ступени курса учебно-парашютной подготовки (КУПП-1938). 2-й прыжок (без лямки) | Прохождение 2-й ступени курса учебно-парашютной подготовки (КУПП-1938)        | Прохождение 2-й ступени курса учебно-парашютной подготовки (КУПП-1938)        | Прохождение 2-й ступени курса учебно-парашютной подготовки (КУПП-1938). 1 зачётный прыжок с самолёта (с предохранительной лямкой) | Прохождение 2-й ступени курса учебно-парашютной подготовки (КУПП-1938). 2-й прыжок (без лямки) | Прохождение 2-й ступени курса учебно-парашютной подготовки (КУПП-1938)        | Прохождение 2-й ступени курса учебно-парашютной подготовки (КУПП-1938)        |
| 7     | Планеризм | Прохождение 2-й ступени курса учебно-лётной планерной подготовки (КУЛПП-1938)                                                     | Прохождение 2-й ступени курса учебно-лётной планерной подготовки (КУЛПП-1938)                  | Прохождение 2-й ступени курса учебно-лётной планерной подготовки (КУЛПП-1938) | Прохождение 2-й ступени курса учебно-лётной планерной подготовки (КУЛПП-1938) | Прохождение 2-й ступени курса учебно-лётной планерной подготовки (КУЛПП-1938)                                                     | Прохождение 2-й ступени курса учебно-лётной планерной подготовки (КУЛПП-1938)                  | Прохождение 2-й ступени курса учебно-лётной планерной подготовки (КУЛПП-1938) | Прохождение 2-й ступени курса учебно-лётной планерной подготовки (КУЛПП-1938) |
| 8     | Альпинизм. Наличие значка «Альпинист СССР» I ступени засчитывается на оценку «сдано» и II ступени — на оценку «отлично»                           | Восхождение на вершину категории I «Б»                                                                                            | Восхождение на вершину 2-й категории трудности                                                 |                                                                               |                                                                               | Восхождение на вершину категории I «Б»                                                                                            | Восхождение на вершину 2-й категории трудности                                                 |                                                                               |                                                                               |

###### Группа VI (сила)
| № п/п | Виды испытаний                                                                                             | Мужчины                | Мужчины                                                                 | Мужчины                | Мужчины                | Женщины | Женщины | Женщины | Женщины     |
| № п/п | Виды испытаний                                                                                             | 18—30                  | 18—30                                                                   | 31—40                  | 41 и старше            | 18—25   | 18—25   | 26—32   | 33 и старше |
| № п/п | Виды испытаний                                                                                             | Сдано                  | Отлично                                                                 |                        |                        | Сдано   | Отлично |         |             |
| ----- | --- | ---------------------- | ----------------------------------------------------------------------- | ---------------------- | ---------------------- | ------- | ------- | ------- | ----------- |
| 1     | Выжимание штанги двумя руками по весовым категориям                                                        | По специальной таблице | По специальной таблице. Требуется выполнение обоих движений (двоеборье) | По специальной таблице | По специальной таблице |         |         |         |             |
| 2     | Толкание штанги двумя руками по весовым категориям                                                         | По специальной таблице | По специальной таблице. Требуется выполнение обоих движений (двоеборье) | По специальной таблице | По специальной таблице |         |         |         |             |
| 3     | Лазание по отвесному шесту или канату без помощи ног                                                       | 5 м                    | 8 м                                                                     | 5 м                    | 4 м                    |         |         |         |             |
| 4     | Переноска груза на расстояние. Груз — мешок, равный весу сдающего (допускается отклонение не более 2—3 кг) | 100 м                  | 150 м                                                                   | 75 м                   | 50 м                   |         |         |         |             |
| 5     | Метание молота 7,257 кг                                                                                    | 23 м                   | 28 м                                                                    | 22 м                   | 20 м                   |         |         |         |             |

###### Группа VII (самозащита)
| № п/п | Виды испытаний                  | Мужчины                  | Мужчины                  | Мужчины                                                                 | Мужчины                                                                 | Женщины | Женщины | Женщины | Женщины     |
| № п/п | Виды испытаний                  | 18—30                    | 18—30                    | 31—40                                                                   | 41 и старше                                                             | 18—25   | 18—25   | 26—32   | 33 и старше |
| № п/п | Виды испытаний                  | Сдано                    | Отлично                  |                                                                         |                                                                         | Сдано   | Отлично |         |             |
| ----- | ------------------------------- | ------------------------ | ------------------------ | ----------------------------------------------------------------------- | ----------------------------------------------------------------------- | ------- | ------- | ------- | ----------- |
| 1     | Бокс                            | По специальной программе | III разряд               | По специальной программе                                                | По специальной программе                                                |         |         |         |             |
| 2     | Борьба                          | По специальной программе | IV разряд                | По специальной программе                                                | По специальной программе                                                |         |         |         |             |
| 3     | Борьба вольного стиля (дзюу-до) | По специальной программе | По специальной программе | По специальной программе                                                | По специальной программе                                                |         |         |         |             |
| 4     | Фехтование (один из видов)      |                          |                          |                                                                         |                                                                         |         |         |         |             |
| 4     | а) на рапирах                   | По специальной программе | По специальной программе | По специальной программе                                                | По специальной программе                                                |         |         |         |             |
| 4     | б) на эспадронах                | По специальной программе | По специальной программе | По специальной программе                                                | По специальной программе                                                |         |         |         |             |
| 4     | в) на штыках                    | По специальной программе | По специальной программе | По специальной программе                                                | По специальной программе                                                |         |         |         |             |
| 5     | Рубка (на коне) дистанция 250 м | 8 целей 32 сек.          | 8 целей 30 сек.          | 5 целей 35 сек. Должны поразить и срубить не менее пяти целей из восьми | 5 целей 38 сек. Должны поразить и срубить не менее пяти целей из восьми |         |         |         |             |

#### Норматив ГТО 1972 года
Ниже приведены нормативы ГТО, в соответствии с постановлением ЦК КПСС и Совета Министров СССР от 17 января 1972 года № 61 «О введении нового всесоюзного физкультурного комплекса „Готов к труду и обороне СССР“ (ГТО)».

##### I ступень «Смелые и ловкие» для мальчиков и девочек 10—11 и 12—13 лет
Задачи ступени — формирование у детей сознательного отношения к занятиям физической культурой, развитие основных физических качеств и жизненно необходимых умений и навыков, выявление спортивных интересов.
| № п/п | Виды упражнений                              | Мальчики             | Мальчики          | Мальчики             | Мальчики          | Девочки              | Девочки           | Девочки              | Девочки           |
| № п/п | Виды упражнений                              | 10—11 лет            | 10—11 лет         | 12—13 лет            | 12—13 лет         | 10—11 лет            | 10—11 лет         | 12—13 лет            | 12—13 лет         |
| № п/п | Виды упражнений                              | на серебряный значок | на золотой значок | на серебряный значок | на золотой значок | на серебряный значок | на золотой значок | на серебряный значок | на золотой значок |
| ----- | -------------------------------------------- | -------------------- | ----------------- | -------------------- | ----------------- | -------------------- | ----------------- | -------------------- | ----------------- |
| 1     | Бег                                          |                      |                   |                      |                   |                      |                   |                      |                   |
| 1     | 30 м                                         | 5,8                  | 5,2               |                      |                   | 6,0                  | 5,4               |                      |                   |
| 1     | 60 м                                         |                      |                   | 10,0                 | 9,2               |                      |                   | 10,2                 | 9,6               |
| 2     | Прыжок в длину (см)                          | 310                  | 340               | 340                  | 380               | 260                  | 300               | 300                  | 350               |
| 3     | Прыжок в высоту (см)                         | 95                   | 105               | 105                  | 115               | 85                   | 95                | 100                  | 110               |
| 4     | Метание теннисного мяча(м)                   | 30                   | 35                | 35                   | 40                | 20                   | 23                | 23                   | 26                |
| 5     | Плавание без учёта времени (м)               | 25                   |                   | 50                   |                   | 25                   |                   | 50                   |                   |
| 5     | 50 м (мин., сек.)                            |                      | 1:20              |                      | 1:05              |                      | 1:30              |                      | 1:15              |
| 6     | Бег на лыжах                                 |                      |                   |                      |                   |                      |                   |                      |                   |
| 6     | 1 км (мин., сек.)                            | 8:00                 | 7:30              |                      |                   | 8:30                 | 8:00              |                      |                   |
| 6     | 2 км (мин., сек.)                            |                      |                   | 14:00                | 13:00             |                      |                   | 16:30                | 15.30             |
| 6     | В бесснежных районах:                        |                      |                   |                      |                   |                      |                   | --                   |                   |
| 6     | Езда на велосипеде 5 км (мин.)               | 16                   | 15                | 15                   | 14                | 19                   | 18                | 18                   | 17                |
| 6     | или                                          |                      |                   |                      |                   |                      |                   |                      |                   |
| 6     | Кросс без учёта времени (м)                  | 500                  | 1000              | 1000                 | 1500              | 300                  | 500               | 500                  | 1000              |
| 7     | Подтягивание на перекладине (количество раз) | 3                    | 5                 | 5                    | 7                 |                      |                   |                      |                   |
| 7     | Лазание по канату с помощью ног (м)          |                      |                   |                      |                   | 2,50                 | 2,80              | 2,80                 | 3,50              |

Примечание. На золотой значок необходимо выполнить не менее пяти норм на уровне требований, установленных для золотого значка, а 2 нормы на уровне требований, установленных для серебряного значка.
В следующей таблице приведены упражнения по выбору для сдающих на золотой значок (в возрасте 10—11 лет необходимо сдать 2 любых вида, в возрасте 12—13 лет — 3 вида).
| № п/п | Виды упражнений                                              | Мальчики             | Мальчики          | Мальчики             | Мальчики                                      | Девочки              | Девочки           | Девочки              | Девочки                                       |
| № п/п | Виды упражнений                                              | 10—11 лет            | 10—11 лет         | 12—13 лет            | 12—13 лет                                     | 10—11 лет            | 10—11 лет         | 12—13 лет            | 12—13 лет                                     |
| № п/п | Виды упражнений                                              | на серебряный значок | на золотой значок | на серебряный значок | на золотой значок                             | на серебряный значок | на золотой значок | на серебряный значок | на золотой значок                             |
| ----- | ------------------------------------------------------------ | -------------------- | ----------------- | -------------------- | --------------------------------------------- | -------------------- | ----------------- | -------------------- | --------------------------------------------- |
| 1     | Полоса препятствий 80 м                                      |                      | 4 препятствия     |                      | 5 препятствий                                 |                      | 3 препятствия     |                      | 4 препятствия                                 |
| 2     | Гимнастическое многоборье                                    |                      | троеборье         |                      | четырёхборье                                  |                      | двоеборье         |                      | троеборье                                     |
| 3     | Туристский поход с проверкой туристских навыков              |                      | 5—6 км            |                      | выполнить требования на значок «Юный турист»  |                      | 5—6 км            |                      | выполнить требования на значок «Юный турист»  |
| 4     | Стрельба                                                     |                      |                   |                      | выполнить требования на значок «Юный стрелок» |                      |                   |                      | выполнить требования на значок «Юный стрелок» |
| 5     | Бег на простых коньках 100 м (сек.)                          |                      | 20                |                      | 18                                            |                      | 22                |                      | 20                                            |
| 6     | Участие в соревнованиях по спортивным играм (количество игр) |                      | 5                 |                      | 8                                             |                      | 5                 |                      | 8                                             |

##### II ступень «Спортивная смена» для подростков 14—15 лет
Задачи ступени — дальнейшее повышение физической подготовленности подростков и овладение прикладными двигательными навыками.
| № п/п | Виды упражнений                                                                     | Мальчики             | Мальчики          | Девочки              | Девочки           |
| № п/п | Виды упражнений                                                                     | на серебряный значок | на золотой значок | на серебряный значок | на золотой значок |
| ----- | ----------------------------------------------------------------------------------- | -------------------- | ----------------- | -------------------- | ----------------- |
| 1     | Бег 60 м (сек.)                                                                     | 9,2                  | 8,4               | 10,0                 | 9,4               |
| 2     | Кросс                                                                               |                      |                   |                      |                   |
| 2     | 300 м (мин., сек.)                                                                  |                      |                   | 1:00                 | 0:55              |
| 2     | 500 м (мин., сек.)                                                                  | 1:45                 | 1:30              |                      |                   |
| 2     | или                                                                                 |                      |                   |                      |                   |
| 2     | Бег на простых коньках 300 м (мин., сек.)                                           | 0:58                 | 0:50              | 1:05                 | 1:00              |
| 3     | Прыжок в высоту (см)                                                                | 120                  | 130               | 105                  | 110               |
| 3     | или                                                                                 |                      |                   |                      |                   |
| 3     | Прыжок в длину (см)                                                                 | 390                  | 450               | 310                  | 360               |
| 4     | Метание теннисного мяча (м)                                                         | 38                   | 46                | 25                   | 30                |
| 5     | Лыжные гонки                                                                        |                      |                   |                      |                   |
| 5     | 2 км (мин.)                                                                         |                      |                   | 15                   | 14                |
| 5     | 3 км (мин., сек.)                                                                   | 17:30                | 16:30             |                      |                   |
| 5     | В бесснежных районах:                                                               |                      |                   |                      |                   |
| 5     | Марш-бросок                                                                         |                      |                   |                      |                   |
| 5     | 1 км (мин., сек.)                                                                   |                      |                   | 5:20                 | 5:00              |
| 5     | 2 км (мин.)                                                                         | 10                   | 9                 |                      |                   |
| 5     | или                                                                                 |                      |                   |                      |                   |
| 5     | Велокросс                                                                           |                      |                   |                      |                   |
| 5     | 5 км (мин.)                                                                         |                      |                   | 15                   | 14                |
| 5     | 10 км (мин.)                                                                        | 28                   | 26                |                      |                   |
| 6     | Плавание 50 м (мин., сек.)                                                          | 1:00                 | 0:50              | 1:10                 | 1:00              |
| 7     | Подтягивание на перекладине (количество раз)                                        | 6                    | 8                 |                      |                   |
| 7     | или                                                                                 |                      |                   |                      |                   |
| 7     | Подъём из виса в упор переворотом или силой                                         | 2                    | 3                 |                      |                   |
| 7     | Сгибание и разгибание рук, лёжа в упоре на гимнастической скамейке (количество раз) |                      |                   | 8                    | 10                |
| 8     | Туристский поход с проверкой туристских навыков (км)                                | 12                   | 16                | 12                   | 16                |
| 9     | Спортивный разряд (по любому виду спорта)                                           |                      | II—III юношеский  |                      | II—III юношеский  |

Примечание. На золотой значок необходимо выполнить не менее шести норм на уровне требований, установленных для золотого значка, а 2 нормы на уровне требований, установленных для серебряного значка (исключая девятую норму).

##### III ступень «Сила и мужество» для юношей и девушек 16—17 лет
Задачи ступени — совершенствование физической подготовленности молодёжи, необходимой для последующей трудовой деятельности и готовности к службе в Вооруженных Силах СССР.
| № п/п | Виды упражнений | Юноши                                    | Юноши                                    | Девушки                                  | Девушки                                  |
| № п/п | Виды упражнений | на серебряный значок                     | на золотой значок                        | на серебряный значок                     | на золотой значок                        |
| ----- | --- | ---------------------------------------- | ---------------------------------------- | ---------------------------------------- | ---------------------------------------- |
| 1     | Бег 100 м (сек.) | 14,2                                     | 13,5                                     | 16,2                                     | 15,4                                     |
| 2     | Кросс |                                          |                                          |                                          |                                          |
| 2     | 500 м (мин., сек.) |                                          |                                          | 2:00                                     | 1:50                                     |
| 2     | 1000 м (мин., сек.) | 3:30                                     | 3:20                                     |                                          |                                          |
| 2     | или |                                          |                                          |                                          |                                          |
| 2     | Бег на простых коньках 500 м (мин., сек.) | 1:25                                     | 1:15                                     | 1:30                                     | 1:20                                     |
| 3     | Прыжок в длину (см) | 440                                      | 480                                      | 340                                      | 375                                      |
| 3     | или |                                          |                                          |                                          |                                          |
| 3     | Прыжок в высоту (см) | 125                                      | 135                                      | 105                                      | 115                                      |
| 4     | Метание гранаты весом |                                          |                                          |                                          |                                          |
| 4     | 500 г (м) |                                          |                                          | 21                                       | 25                                       |
| 4     | 700 г (м) | 35                                       | 40                                       |                                          |                                          |
| 4     | или |                                          |                                          |                                          |                                          |
| 4     | Толкание ядра весом |                                          |                                          |                                          |                                          |
| 4     | 4 кг (м, см) |                                          |                                          | 6,00                                     | 6,80                                     |
| 4     | 5 кг (м) | 8                                        | 10                                       |                                          |                                          |
| 5     | Лыжные гонки |                                          |                                          |                                          |                                          |
| 5     | 3 км (мин.) |                                          |                                          | 20                                       | 18                                       |
| 5     | 5 км (мин.) | 27                                       | 25                                       |                                          |                                          |
| 5     | или |                                          |                                          |                                          |                                          |
| 5     | 10 км (мин.) | 57                                       | 52                                       |                                          |                                          |
| 5     | В бесснежных районах: |                                          |                                          |                                          |                                          |
| 5     | Марш-бросок |                                          |                                          |                                          |                                          |
| 5     | 3 км (мин.) |                                          |                                          | 20                                       | 18                                       |
| 5     | 6 км (мин.) | 35                                       | 32                                       |                                          |                                          |
| 5     | или |                                          |                                          |                                          |                                          |
| 5     | Велосипедный кросс |                                          |                                          |                                          |                                          |
| 5     | 10 км (мин.) |                                          |                                          | 30                                       | 27                                       |
| 5     | 20 км (мин.) | 50                                       | 46                                       |                                          |                                          |
| 6     | Плавание 100 м (мин., сек.) | 2:00                                     | 1:45                                     | 2:15                                     | 2:00                                     |
| 7     | Подтягивание на перекладине (количество раз) | 8                                        | 12                                       |                                          |                                          |
| 7     | или |                                          |                                          |                                          |                                          |
| 7     | Подъём из виса в упор переворотом или силой (количество раз) | 3                                        | 4                                        |                                          |                                          |
| 7     | Сгибание и разгибание рук, лёжа в упоре на гимнастической скамейке (количество раз) |                                          |                                          | 10                                       | 12                                       |
| 8     | Стрельба из малокалиберной винтовки |                                          |                                          |                                          |                                          |
| 8     | на 25 м (очки) | 33                                       | 40                                       | 30                                       | 37                                       |
| 8     | или |                                          |                                          |                                          |                                          |
| 8     | на 50 м (очки) | 30                                       | 37                                       | 27                                       | 34                                       |
| 8     | или |                                          |                                          |                                          |                                          |
| 8     | Стрельба из боевого оружия — начальное упражнение по программе начальной военной подготовки | удовлетворительно                        | хорошо                                   | удовлетворительно                        | хорошо                                   |
| 9     | Туристский поход с проверкой туристских навыков и ориентированием на местности | 1 поход на 20 км или два похода по 12 км | 1 поход на 25 км или два похода по 15 км | 1 поход на 20 км или два похода по 12 км | 1 поход на 25 км или два похода по 15 км |
| 10    | Спортивный разряд по: |                                          |                                          |                                          |                                          |
| 10    | а) автомобильному, водно-моторному, мотоциклетному, планерному, парашютному, самолётному, вертолётному, подводному спорту, морскому многоборью, биатлону, современному пятиборью, пулевой стрельбе, радиоспорту, ориентированию, борьбе (все виды), боксу | III                                      |                                          | III                                      |                                          |
| 10    | б) любому другому виду спорта |                                          | II                                       |                                          | II                                       |

Примечание. На золотой значок необходимо выполнить не менее семи норм на уровне требований, установленных для золотого значка, а 2 нормы на уровне требований, установленных для серебряного значка (исключая десятую норму). Девушкам, прошедшим обучение по программе подготовки сандружинниц, засчитывается сдача десяти норм на золотой значок.

##### IV ступень «Физическое совершенство» для мужчин 18—39 лет и женщин 18—34 лет
Задачи ступени — достижение высокого уровня физического развития и физической подготовленности населения для высокопроизводительного труда и выполнения священного долга защиты Родины.
Личный состав Вооруженных Сил СССР сдаёт нормы Военно-спортивного комплекса, утверждённого Министерством обороны СССР и приравненного к IV ступени комплекса ГТО.
| № п/п | Виды упражнений                                                                                    | Мужчины                                | Мужчины                                | Мужчины                                | Мужчины                                | Женщины                                | Женщины                                | Женщины                                | Женщины                                |
| № п/п | Виды упражнений                                                                                    | 19—28 лет                              | 19—28 лет                              | 29—39 лет                              | 29—39 лет                              | 19—28 лет                              | 19—28 лет                              | 29—34 года                             | 29—34 года                             |
| № п/п | Виды упражнений                                                                                    | на серебряный значок                   | на золотой значок                      | на серебряный значок                   | на золотой значок                      | на серебряный значок                   | на золотой значок                      | на серебряный значок                   | на золотой значок                      |
| ----- | -------------------------------------------------------------------------------------------------- | -------------------------------------- | -------------------------------------- | -------------------------------------- | -------------------------------------- | -------------------------------------- | -------------------------------------- | -------------------------------------- | -------------------------------------- |
| 1     | Бег 100 м (с)                                                                                      | 14,0                                   | 13,0                                   | 15,0                                   | 14,0                                   | 16,0                                   | 15,2                                   | 17,0                                   | 16,0                                   |
| 2     | Кросс                                                                                              |                                        |                                        |                                        |                                        |                                        |                                        |                                        |                                        |
| 2     | 500 м (мин., сек.)                                                                                 |                                        |                                        |                                        |                                        | 2:00                                   | 1:45                                   | 2:10                                   | 2:00                                   |
| 2     | или                                                                                                |                                        |                                        |                                        |                                        |                                        |                                        |                                        |                                        |
| 2     | 1000 м (мин., сек.)                                                                                | 3:20                                   | 3:10                                   | 3:45                                   | 3:30                                   | 4:30                                   | 4:10                                   | 5:00                                   | 4:30                                   |
| 2     | или                                                                                                |                                        |                                        |                                        |                                        |                                        |                                        |                                        |                                        |
| 2     | 3000 м (мин., сек.)                                                                                | 11:00                                  | 10:30                                  | 11:30                                  | 11:00                                  |                                        |                                        |                                        |                                        |
| 3     | Прыжок                                                                                             |                                        |                                        |                                        |                                        |                                        |                                        |                                        |                                        |
| 3     | в высоту (см)                                                                                      | 130                                    | 145                                    | 125                                    | 130                                    | 110                                    | 120                                    | 105                                    | 110                                    |
| 3     | или                                                                                                |                                        |                                        |                                        |                                        |                                        |                                        |                                        |                                        |
| 3     | в длину (см)                                                                                       | 460                                    | 500                                    | 400                                    | 460                                    | 350                                    | 380                                    | 320                                    | 350                                    |
| 4     | Метание гранаты весом                                                                              |                                        |                                        |                                        |                                        |                                        |                                        |                                        |                                        |
| 4     | 500 г (м)                                                                                          |                                        |                                        |                                        |                                        | 23                                     | 27                                     | 20                                     | 23                                     |
| 4     | 700 г (м)                                                                                          | 40                                     | 47                                     | 35                                     | 40                                     |                                        |                                        |                                        |                                        |
| 4     | или                                                                                                |                                        |                                        |                                        |                                        |                                        |                                        |                                        |                                        |
| 4     | Толкание ядра весом                                                                                |                                        |                                        |                                        |                                        |                                        |                                        |                                        |                                        |
| 4     | 4 кг (м, см)                                                                                       |                                        |                                        |                                        |                                        | 6,50                                   | 7,50                                   | 6,20                                   | 6,50                                   |
| 4     | 7257 г (м, см)                                                                                     | 7,50                                   | 9,00                                   | 6,50                                   | 7,50                                   |                                        |                                        |                                        |                                        |
| 5     | Лыжные гонки                                                                                       |                                        |                                        |                                        |                                        |                                        |                                        |                                        |                                        |
| 5     | 3 км (мин.)                                                                                        |                                        |                                        |                                        |                                        | 19                                     | 17                                     | 21                                     | 19                                     |
| 5     | или                                                                                                |                                        |                                        |                                        |                                        |                                        |                                        |                                        |                                        |
| 5     | 5 км (мин.)                                                                                        | 25                                     | 24                                     | 30                                     | 26                                     | 35                                     | 33                                     | 38                                     | 35                                     |
| 5     | или                                                                                                |                                        |                                        |                                        |                                        |                                        |                                        |                                        |                                        |
| 5     | 10 км (мин.)                                                                                       | 54                                     | 50                                     |                                        |                                        |                                        |                                        |                                        |                                        |
| 5     | В бесснежных районах:                                                                              |                                        |                                        |                                        |                                        |                                        |                                        |                                        |                                        |
| 5     | Марш-бросок                                                                                        |                                        |                                        |                                        |                                        |                                        |                                        |                                        |                                        |
| 5     | 3 км (мин.)                                                                                        |                                        |                                        |                                        |                                        | 19                                     | 17                                     | 21                                     | 19                                     |
| 5     | 6 км (мин.)                                                                                        | 36                                     | 33                                     | 38                                     | 36                                     |                                        |                                        |                                        |                                        |
| 5     | или                                                                                                |                                        |                                        |                                        |                                        |                                        |                                        |                                        |                                        |
| 5     | Велосипедный кросс                                                                                 |                                        |                                        |                                        |                                        |                                        |                                        |                                        |                                        |
| 5     | 10 км (мин.)                                                                                       |                                        |                                        |                                        |                                        | 28                                     | 25                                     | 30                                     | 27                                     |
| 5     | 20 км (мин.)                                                                                       | 46                                     | 43                                     | 48                                     | 46                                     |                                        |                                        |                                        |                                        |
| 6     | Плавание 100 м (мин., сек.)                                                                        | 2:05                                   | 1:50                                   | 2:15                                   | 2:05                                   | 2:20                                   | 2:00                                   | 2:30                                   | 2:20                                   |
| 7     | Подтягивание на перекладине (количество раз)                                                       |                                        |                                        |                                        |                                        |                                        |                                        |                                        |                                        |
| 7     | собственный вес до 70 кг                                                                           | 9                                      | 13                                     | 6                                      | 9                                      |                                        |                                        |                                        |                                        |
| 7     | собственный вес 70 кг и больше                                                                     | 7                                      | 11                                     | 4                                      | 7                                      |                                        |                                        |                                        |                                        |
| 7     | |                                        |                                        |                                        |                                        |                                        |                                        |                                        |                                        |
| 7     | Толчок штанги от груди (в процентах от собственного веса)                                          |                                        |                                        |                                        |                                        |                                        |                                        |                                        |                                        |
| 7     | собственный вес до 70 кг                                                                           | 55                                     | 75                                     | 50                                     | 55                                     |                                        |                                        |                                        |                                        |
| 7     | собственный вес 70 кг и больше                                                                     | 65                                     | 85                                     | 60                                     | 65                                     |                                        |                                        |                                        |                                        |
| 7     | или                                                                                                |                                        |                                        |                                        |                                        |                                        |                                        |                                        |                                        |
| 7     | Сгибание и разгибание рук в упоре, лёжа на гимнастической скамейке (количество раз)                |                                        |                                        | 12                                     | 14                                     | 12                                     | 14                                     | 8                                      | 10                                     |
| 7     | или                                                                                                |                                        |                                        |                                        |                                        |                                        |                                        |                                        |                                        |
| 7     | Поднимание и опускание туловища в положении лёжа, руки за голову, ноги закреплены (количество раз) |                                        |                                        |                                        |                                        | 40                                     | 50                                     | 30                                     | 40                                     |
| 8     | Стрельба из малокалиберной винтовки                                                                |                                        |                                        |                                        |                                        |                                        |                                        |                                        |                                        |
| 8     | на 25 м (очки)                                                                                     | 37                                     | 43                                     | 35                                     | 37                                     | 37                                     | 43                                     | 35                                     | 37                                     |
| 8     | или                                                                                                |                                        |                                        |                                        |                                        |                                        |                                        |                                        |                                        |
| 8     | на 50 м (очки)                                                                                     | 34                                     | 40                                     | 34                                     | 40                                     |                                        |                                        |                                        |                                        |
| 8     | или                                                                                                |                                        |                                        |                                        |                                        |                                        |                                        |                                        |                                        |
| 8     | Стрельба из боевого оружия                                                                         |                                        |                                        |                                        |                                        |                                        |                                        |                                        |                                        |
| 8     | на 100 м (очки)                                                                                    | 70                                     | 75                                     | 60                                     | 65                                     |                                        |                                        |                                        |                                        |
| 9     | Туристский поход с проверкой туристских навыков                                                    | 1 поход на 25 км или 2 похода по 15 км | 1 поход на 30 км или 2 похода по 20 км | 1 поход на 20 км или 2 похода по 12 км | 1 поход на 25 км или 2 похода по 15 км | 1 поход на 25 км или 2 похода по 15 км | 1 поход на 30 км или 2 похода по 20 км | 1 поход на 20 км или 2 похода по 12 км | 1 поход на 25 км или 2 похода по 15 км |
| 10    | Спортивный разряд по любому виду спорта                                                            |                                        | II                                     |                                        |                                        |                                        | II                                     |                                        |                                        |

Примечания:
1) На золотой значок необходимо выполнить не менее семи норм на уровне требований, установленных для золотого значка, а 2 нормы на уровне требований, установленных для серебряного значка (исключая десятую норму). 2) На золотой значок с отличием необходимо выполнить все требования и нормы на золотой значок и иметь 1 первый разряд или 2 вторых разряда.

##### V ступень «Бодрость и здоровье» для мужчин 40—60 лет и женщин 35—55 лет
Задачи ступени — сохранение на долгие годы крепкого здоровья и высокого уровня физической подготовленности трудящихся для обеспечения их трудовой активности и постоянной готовности к защите Родины.
| № п/п | Виды упражнений                                                                     | Мужчины   | Мужчины           | Женщины    | Женщины           |
| № п/п | Виды упражнений                                                                     | 40—49 лет | 50—60 лет         | 35—44 года | 45—55 лет         |
| ----- | ----------------------------------------------------------------------------------- | --------- | ----------------- | ---------- | ----------------- |
| 1     | Бег 60 м (сек.)                                                                     | 12,0      |                   | 12,8       |                   |
| 1     | Ускоренная ходьба                                                                   |           |                   |            |                   |
| 1     | 200 м (мин., сек.)                                                                  |           |                   |            | 1:20              |
| 1     | 400 м (мин., сек.)                                                                  |           | 2:50              |            |                   |
| 2     | Кросс                                                                               |           |                   |            |                   |
| 2     | 300 м (мин., сек.)                                                                  |           |                   | 1:25       |                   |
| 2     | 800 м (мин., сек.)                                                                  | 3:15      |                   |            |                   |
| 2     | или                                                                                 |           |                   |            |                   |
| 2     | Лёгкий бег (мин.)                                                                   | 20        | 15                | 10         | 8                 |
| 3     | Прыжок в длину с места (см)                                                         | 190       | 170               | 150        | 130               |
| 4     | Метание гранаты весом                                                               |           |                   |            |                   |
| 4     | 500 г (м)                                                                           |           |                   | 18         |                   |
| 4     | 700 г (м)                                                                           | 32        |                   |            |                   |
| 4     | или                                                                                 |           |                   |            |                   |
| 4     | Толкание ядра весом                                                                 |           |                   |            |                   |
| 4     | 4 кг (м, см)                                                                        |           |                   | 5,50       |                   |
| 4     | 7257 г (м, см)                                                                      | 6,20      |                   |            |                   |
| 4     | Толкание набивного мяча весом 2 кг (м)                                              |           | 8                 |            | 6                 |
| 5     | Ходьба на лыжах                                                                     |           |                   |            |                   |
| 5     | 2 км (мин.)                                                                         |           |                   | 18         | без учёта времени |
| 5     | 5 км (мин.)                                                                         | 35        | без учёта времени |            |                   |
| 5     | В бесснежных районах:                                                               |           |                   |            |                   |
| 5     | Смешанное передвижение (ходьба-бег)                                                 |           |                   |            |                   |
| 5     | 3 км (мин.)                                                                         |           |                   | 25         | без учёта времени |
| 5     | 5 км (мин.)                                                                         | 40        | без учёта времени |            |                   |
| 5     | или                                                                                 |           |                   |            |                   |
| 5     | Езда на велосипеде                                                                  |           |                   |            |                   |
| 5     | 5 км (мин.)                                                                         |           |                   | 20         |                   |
| 5     | 10 км (мин.)                                                                        | 40        |                   |            |                   |
| 6     | Плавание без учёта времени (м)                                                      | 100       | 50                | 100        | 50                |
| 7     | Сгибание и разгибание рук в упоре, лёжа на гимнастической скамейке (количество раз) | 10        | 8                 | 6          | 4                 |
| 8     | Стрельба из малокалиберной винтовки на 25 м (очки)                                  | 34        |                   |            |                   |
| 9     | Туристский поход (км)                                                               | 20        | 10                | 20         | 10                |

Всем, сдавшим нормативы возрастной ступени «Бодрость и здоровье», полагалось вручение золотого знака ГТО.

#### Начальная ступень «К стартам готов» для мальчиков и девочек 7—9 лет (с 1979 года)
Задачи ступени — приобретение навыков в выполнении физических упражнений, развитие ловкости, смелости, координации движений, привитие интереса к спорту.
| Виды упражнений                                                                     | Мальчики и девочки     | Мальчики и девочки |
| Виды упражнений                                                                     | на сереб- ряный значок | на золотой значок  |
| 1. Челночный бег (3×10м), сек., или бег 30 м с высокого старта (сек.)               | 10,0                   | 9,5                |
| 2. Метание теннисного мяча в цель с 6 метров из трёх попыток (количество попаданий) | 1                      | 2                  |
| 3. Кросс без учёта времени (м)                                                      | 300                    | 500                |
| 4. Многоскоки (8 прыжков-шагов с ноги на ногу) (м)                                  | 10,5                   | 12,5               |
| 5. Лазание по канату с помощью ног (м)                                              | 1,5                    | 2,5                |
| 6. Ходьба на лыжах (км) В бесснежных районах: Езда на велосипеде (км)               | 1 2                    | 2 3                |
| 7. Плавание (любым способом) (м)                                                    | 12                     | 25                 |
| 8. Полоса препятствий (количество баллов)                                           | 7                      | 9                  |

## В культуре
- Знак ГТО упоминается в поэме С. Маршака «Рассказ о неизвестном герое», он был на груди у парня, спасшего девочку от пожара.

Среднего роста, плечистый и крепкий,

Ходит он в белой футболке и кепке.

Знак „ГТО“ — на груди у него.

Больше не знают о нём ничего.

## Галерея

### 1931—1939
- Значок ГТО, 1931
- Значок ГТО 2-й ступени, 1936
- Значок БГТО 1938

### 1940—1945
- Значок ГТО 1 ступени, 1940
- Значки комплекса «Готов к труду и обороне СССР», 1940
- Значок ГТО 1 ступени, 1940
- Значок ГТО 2 ступени, 1940
- Значок ГТО 1 ступени, 1941
- Значок ГТО 2 ступени, 1941

### 1946—1954
- Значок БГТО, 1946
- Значок ГТО 1 ступени, 1946
- Значок ГТО 2 ступени, 1946
- Значок ГТО 2 ступени отличник, 1946

### 1955—1960
- Значок БГТО, 1955
- Значок ГТО 1 ступени, 1955
- Значок ГТО 2 ступени, 1955
- Значок ГТО 1 ступени с жетоном первой пересдачи через 3 года, 1958
- Значок ГТО 2 ступени с жетоном первой пересдачи нормативов через 3 года, 1958

### 1961—1971

#### Первые значки
- Значок БГТО, 1961
- Значок БГТО отличник, 1961
- Значок ГТО 1 ступени, 1961
- Значок ГТО 1 ступени отличник, 1961
- Значок ГТО 2 ступени, 1961
- Значок ГТО 2 ступени отличник, 1961

#### С изменением 1
- Значок ГТО 1 ступени разновидность, 1961
- Значок ГТО 1 ступени отличник разновидность, 1961
- Значок ГТО 2 ступени разновидность, 1961
- Значок ГТО 2 ступени отличник разновидность, 1961

#### С изменением 2
- Значок БГТО, 1964
- Значок БГТО отличник, 1964
- Значок ГТО 1 ступени, 1964
- Значок ГТО 1 ступени отличник, 1964
- Значок ГТО 2 ступени, 1964
- Значок ГТО 2 ступени отличник, 1964

#### С изменением 3 (алюминиевые)
- Значок БГТО, 1965
- Значок БГТО отличник, 1965
- Значок ГТО 1 ступени, 1965
- Значок ГТО 1 ступени отличник, 1965
- Значок ГТО 2 ступени, 1965
- Значок ГТО 2 ступени отличник, 1965

#### Специальная ступень Военно-спортивный комплекс (ВСК)
- Значок ВСК, воин-спортсмен 3 степени, 1965
- Значок ВСК, воин-спортсмен 2 степени, 1965
- Значок ВСК, воин-спортсмен 1 степени, 1965

#### Специальная ступень Готов к защите Родины (ГЗР)
- Значок ГЗР 1 степени, 1966
- Значок ГЗР 1 степени, реверс, 1966
- Значок ГЗР 2 степени, 1966
- Значок ГЗР 2 степени, реверс, 1966

### 1972—1984

#### Серийные
- Значок ГТО начальная ступень серебряный, 1979
- Значок ГТО начальной ступени золотой, 1979
- Значок ГТО 1 ступени серебряный, 1972
- Значок ГТО 1 ступени золотой, 1972
- Значок ГТО 2 ступени серебряный, 1972
- Значок ГТО 2 ступени золотой, 1972
- Значок ГТО 3 ступени серебряный, 1972
- Значок ГТО 3 ступени золотой, 1972
- Значок ГТО 4 ступени серебряный, 1972
- Значок ГТО 4 ступени золотой, 1972
- Значок «Отличник ГТО» IV ступени, 1972
- Значок ГТО 5 ступени золотой, 1972

#### Специальный выпуск в честь 10-й пятилетки «эффективности и качества» (1976—1980)
- Значок ГТО 1 ступени серебряный «Пятилетка качества», 1979
- Значок ГТО 1 ступени золотой «Пятилетка качества», 1979
- Значок ГТО 4 ступени серебряный «Пятилетка качества», 1979
- Значок ГТО 4 ступени золотой «Пятилетка качества» 1979
- Значок ГТО 5 ступени золотой «Пятилетка качества», 1979

#### Специальный выпуск в честь XXII летних Олимпийских игр 1980 года, проводившихся в СССР
- Значок ГТО начальной ступени серебряный «Олимпийский», 1980
- Значок ГТО начальной ступени золотой «Олимпийский», 1980
- Значок ГТО 1 ступени серебряный «Олимпийский», 1980
- Значок ГТО 1 ступени золотой «Олимпийский», 1980
- Значок ГТО 2 ступени серебряный «Олимпийский», 1980
- Значок ГТО 2 ступени золотой «Олимпийский», 1980
- Значок ГТО 3 ступени серебряный «Олимпийский», 1980
- Значок ГТО 3 ступени золотой «Олимпийский», 1980
- Значок ГТО 4 ступени серебряный «Олимпийский», 1980
- Значок ГТО 4 ступени золотой «Олимпийский», 1980
- Значок ГТО 5 ступени золотой «Олимпийский», 1980

#### Наградные знаки за активность и высокие достижения
- Значок наградной ГТО почётный, 1973
- Значок ВСК наградной воин-спортсмен, 1973
- Знак памятный «50 лет комплексу ГТО», 1981

### 1985—1988
- Значок БГТО 1 ступени золотой, 1985
- Значок БГТО 2 ступени золотой, 1985
- Значок БГТО 3 ступени золотой, 1985
- Значок БГТО 4 ступени золотой, 1985
- Значок ГТО 1 ступени золотой, 1985
- Значок ГТО 2 ступени золотой, 1985
- Значок ГТО 3 ступени золотой, 1985

### 1989—1991
- Значок ГТО 1 ступени серебряный 1989
- Значок ГТО 1 ступени золотой 1989
- Значок ГТО 2 ступени серебряный 1989
- Значок ГТО 2 ступени золотой 1989

### Тема ГТО на значках и марках

#### Почтовые марки, ГТО и спорт
В журнале «Физкультура и спорт» № 23—24 от 15—25 августа 1931 года была опубликована, заимствованная с буржуазного Запада, идея о выпуске почтовых марок, посвящённых советскому физкультурному комплексу «Готов к труду и обороне» ради «внедрения значка в массы трудящихся». Предлагалось «выпускать марки разных достоинств по каждому виду испытаний с однообразной эмблемой значка». Эта идея была одобрена председателем ВСФК СССР товарищем Н. К. Антиповым, ВСФК обратился в Наркомпочтель с предложением выпустить марки.
Также было предложено на марки установить надбавку в 1—2 копейки, которая пойдёт в фонд премирования организаций и отдельных физкультурников-ударников за лучшее проведение испытаний на сдачу норм.
- Почтовая марка СССР, ГТО, эстафетный бег, 1940.
- Почтовая марка СССР, ГТО, физкультурный парад, 1940.
- Почтовая марка со знаком БГТО, 1940
- Почтовая марка СССР, ГТО, бег на лыжах, 1940.
- Почтовая марка СССР, ГТО, метание гранаты, 1940.
- Почтовая марка СССР, ГТО, парусный спорт,1949
- Почтовая марка СССР, ГТО, гребля на байдарках, 1949
- Почтовая марка СССР, ГТО, плавание, 1949
- Почтовая марка СССР, ГТО, футбол, 1949
- Почтовая марка СССР, ГТО, велосипедный спорт, 1949
- Почтовая марка СССР, ГТО, альпинизм, 1949
- Почтовая марка СССР, ГТО, парашютный спорт, 1949
- Почтовая марка СССР, ГТО, легкая атлетика, 1949
- Почтовая марка СССР, ГТО, лыжный спорт, прыжки с трамплина, 1949
- Почтовая марка СССР, ГТО, гимнастика, 1949
- Почтовая марка СССР, ГТО, хоккей, 1949
- Почтовая марка СССР, ГТО, тяжелая атлетика, 1949
- Почтовая марка СССР, ГТО, охота, 1949
- Марка СССР, 1973
- Марка. Почта России. Значок ГТО СССР, 2000

#### Значки, ГТО и спорт
- Значок Отличник. Пермская олимпиада ГТО. 1959-60
- Значок Олимпиада ГТО СК "Молот" 1972-73
- Первая Камчатская олимпиада ГТО. 1961-67
- Значок биатлон спартакиада ГТО 1974
- Значок горнолыжный спорт спартакиада ГТО 1974
- Значок конькобежный спорт спартакиада ГТО 1974
- Значок лыжные гонки спартакиада ГТО 1974
- Значок прыжки с трамплина спартакиада ГТО 1974
- Значок санный спорт спартакиада ГТО 1974
- Значок слалом спартакиада ГТО 1974
- Значок фигурное катание спартакиада ГТО 1974
- Значок спартакиада БГТО 1975
- Значок бокс, ГТО, спартакиада, 1975
- Значок велоспорт, ГТО, спартакиада, 1975
- Значок водное поло, ГТО, спартакиада, 1975
- Значок волейбол, ГТО, спартакиада, 1975
- Значок гандбол, ГТО, спартакиада, 1975
- Значок гребля, ГТО, спартакиада, 1975
- Значок конный спорт, ГТО, спартакиада, 1975
- Значок плавание, ГТО, спартакиада, 1975
- Значок прыжки в воду, ГТО, спартакиада, 1975
- Значок стрелковый спорт, ГТО, спартакиада, 1975
- Значок стрельба из лука, ГТО, спартакиада, 1975
- Значок теннис, ГТО, спартакиада, 1975
- Значок тяжёлая атлетика, ГТО, спартакиада, 1975
- Значок фехтование, ГТО, спартакиада, 1975
- Значок Комсомольская Правда Чемпиону ГТО, 1976
- Значок Комсомольская Правда Чемпиону ГТО, 1977
- Значок Чемпиону ГТО. Комсомольская правда
- Значок Комсомольская Правда Чемпиону ГТО, 1979
- Значок Комсомольская Правда Чемпионат СССР по многоборью ГТО, Алма-Ата, 1979
- Значок Комсомольская Правда Чемпиону ГТО, 1980
- Комсомольская Правда. Чемпионат ГТО Ростов-на-Дону. 1980
- Значок Комсомольская Правда Чемпиону ГТО
- Значок Комсомольская Правда Чемпиону ГТО 1981
- Значок Чемпиону ГТО Комсомольская Правда, 1982
- Значок баскетбол, ГТО СССР, спартакиада
- Значок бокс, ГТО СССР, спартакиада
- Значок борьба, ГТО СССР, спартакиада
- Значок водное поло, ГТО СССР, спартакиада
- Значок волейбол, ГТО СССР, спартакиада
- Значок гребля, ГТО СССР, спартакиада
- Значок конный спорт, ГТО СССР, спартакиада
- Значок лёгкая атлетика, ГТО СССР, спартакиада
- Значок парусный спорт, ГТО СССР, спартакиада
- Значок стрелковый спорт, ГТО СССР, спартакиада
- Значок стрельба из лука, ГТО СССР, спартакиада
- Значок теннис, ГТО СССР, спартакиада
- Значок тяжёлая атлетика, ГТО СССР, спартакиада
- Значок фехтование, ГТО СССР, спартакиада
- Значок шахматы, ГТО СССР, спартакиада
- Значок Старты надежд, многоборье ГТО, золотой 1 место
- Значок Старты надежд, многоборье ГТО, серебряный 2 место
- Значок Старты надежд, многоборье ГТО, бронзовый 3 место
- Значок 17 Беломорские игры, зимнее  многоборье ГТО 1983.
- Значок Многоборье ГТО 18 Беломорские игры 1984.
- Значок 22 Беломорские игры, зимнее  многоборье ГТО 1988.
- Значок 1 чемпионата СССР по летнему многоборью ГТО 1974
- Значок 10 чемпионата СССР по летнему многоборью ГТО 1989